# Tropes auxiliars romanes
Les tropes auxiliars (del llatí auxilia) eren unitats de l'exèrcit romà compostes per soldats sense la ciutadania romana. Servien principalment per a donar suport a les legions romanes en combat, compostes en exclusiva per ciutadans romans. Van lluitar al llarg del Principat des del 30 aC fins al 284 El seu nombre fluctuà, però durant el transcurs de l'Imperi van augmentar de manera gradual. Cap al 70, les tropes auxiliars contenien el mateix nombre de soldats d'infanteria que les legions i a més proveïen l'exèrcit romà de la cavalleria i de tropes especialitzades com arquers o cavalleria lleugera, així com altres tipus de fustigadors. Cap al segle ii, les tropes auxiliars representaven prop de dos terços de la força militar romana.
Les tropes auxiliars eren normalment reclutades entre els peregrini; és a dir, dels habitants de les províncies de l'Imperi Romà que no posseïen la ciutadania romana (la gran majoria de la població de l'imperi durant els segles i i ii). Els auxiliars també es reclutaven entre els bàrbars (en llatí, barbari), que era el nom que rebien els habitants de territoris no pertanyents a l'imperi.
Els auxiliars es van desenvolupar a partir de variats contingents de tropes no itàliques, especialment de cavalleria, que van lluitar a l'època de la República de Roma per donar suport a les legions, i que van anar incrementant a partir de l'any 200 aC. Els governs de la dinastia Júlio-Clàudia suposaren la transformació d'aquestes lleves temporals en exèrcits permanents amb una estructura homogènia, un equipament estàndard i unes condicions de servei estables, aconseguint que a finals del període no hi hagués grans diferències entre legionaris i la majoria dels auxiliars pel que fa a l'entrenament, equipament o capacitat militar.
Els regiments auxiliars s'estacionaven gairebé sempre en províncies diferents de la de procedència. Els noms dels regiments de moltes unitats van perdurar fins a finals del segle iv, però per llavors les unitats havien canviat pel que fa a mida, estructura i qualitat.

## Història

### República Romana (509-27 aC)
Al llarg de la història de Roma, el nucli del seu exèrcit va estar constituït per la legió romana. Aquest cos, que va experimentar una gran evolució al llarg dels segles, va acabar convertint-se en una unitat pràcticament invencible quan lluitava en un terreny adequat i estava dirigida per un comandant diligent. No obstant això, la legió comptava amb una sèrie de deficiències importants, entre les quals destacaven la manca de cavalleria i arquers. Al voltant de l'any 200 aC, una legió romana estava formada per 4.200 soldats d'infanteria i només 300 de cavalleria. Aquesta alarmant escassetat de genets entre les files romans es devia principalment al petit percentatge de ciutadans que podia permetre comprar i mantenir un cavall, els únics que podien fer-ho pertanyien a l'ordo equester, la segona classe més alta de la societat romana de l'època, només superada pel ordo senatorial.
Des de l'any 400 aC, els aliats itàlics (socii) proveïen l'exèrcit romà de la major part de la cavalleria. No obstant això, quan l'any 91 aC va esclatar la guerra social (91 - 88 aC) es va trencar aquesta aliança militar entre pobles itàlics, i la solució adoptada per les autoritats romans va convertir a tots els socii en ciutadans romans al sud del Rubicó, de manera que els exèrcits romans van quedar privats de la major part de la cavalleria i infanteria especialitzada.
Els generals del període final de la República, com Lucul·le, Gai Mari, Sul·la, Juli Cèsar o Pompeu, van recórrer a l'expedient de contractar auxiliares irregulars d'entre els pobles aliats de Roma a les províncies, i fins i tot van allistar unitats d'altres pobles, com alemanys, gals o hispans no conquerits.
Aquesta situació era a llarg termini insostenible, de manera que quan l'emperador Cèsar August va instituir com a cos als  auxiliars, pretenia crear una sèrie d'unitats que aportessin l'exèrcit romà infanteria especialitzada i cavalleria, reclutades d'entre els no ciutadans de l'Imperi —o de fora d'ell— i l'ús fos més flexible que el de les legions.
Les forces llatines s'organitzaven en alae (que en llatí vol dir ‘ales’¡). Aquest nom es devia al fet que els generals romans disposaven als auxiliars llatins en els flancs de la línia de batalla romana. El percentatge d'infanteria compresa en una ala aliada, liderada per trespraefecti sociorumamb ciutadania romana, era similar o lleugerament més gran en nombre (4.000-5.000 homes) al d'una legió. D'altra banda, el nombre de genets auxiliars era el triple (900 en contrast amb els 300 de les legions). Abans que esclatés la guerra social, els exèrcits consulars estaven compostos pel mateix nombre de alae que de legions i, de la cavalleria, el 75% era proporcionada pels aliats llatins. Això no obstant, el percentatge total de cavalleria seguia sent modest: d'un exèrcit consular normal, compost per dues legions i dos alae, havia 17.500 soldats d'infanteria i 2.400 de cavalleria (c. del 12% del total de la força).
Mentre els romans es van enfrontar a la resta d'estats que habitaven la península Itàlica, el seu exigu cos de cavalleria va ser més que suficient, ja que els seus enemics també no tenien poc o gaire cavalleria. No obstant això, a mesura que Roma es va enfrontar amb altres enemics de llocs més distants, i que desplegaven sobre el camp de batalla poderosos contingents de cavalleria, aquesta feblesa va desembocar irremeiablement en importants derrotes romanes. La importància de la cavalleria es va posar de manifest durant les invasions d'Itàlia dels gals si del rei grec Pirros de l'Epir (275 aC), i ho faria decisivament en el marc de la Segona Guerra Púnica (218 - 202 aC). Les victòries d'Hanníbal a les batalles de Trèbia i de Cannes s'acrediten en gran manera a la superioritat de la cavalleria hispana, gal·la i númida sobre la cavalleria llatina. La victòria romana a Zama (202 aC) es deu en gran manera al suport de cavalleria que va proporcionar el rei Masinissa I a l'exèrcit d'Escipió. Els romans comptaven amb un percentatge tan petit de cavalleria que a Zama els genets númides superaven els romans de 2 a 1. A partir d'aquest moment, els exèrcits romans serien sempre acompanyats per un gran nombre de genets no itàlics: cavalleria lleugera númida i més tard cavalleria pesant gal·la. Durant la Guerra de les Gàl·lies (58 - 51 aC), el general Juli Cèsar va utilitzar en moltes ocasions regiments de cavalleria gal·la i germànica.
El paper de la cavalleria llatina dins dels exèrcits romans va disminuir a mesura que augmentava el dels estrangers. Tant és així que, a principis del segle i aC, la cavalleria romana havia estat eliminada per complet dels seus exèrcits. Quan es va acabar la guerra social, quan es va concedir a tots els socii itàlics l'estatus de ciutadà romà, les alae també van desaparèixer doncs, gràcies a la seva recentment adquirida ciutadania, els itàlics podien allistar ara a les legions. D'altra banda, la importància de l'estatus eqüestre romà dins de la cavalleria republicana havia desaparegut del tot per aquesta època. Per tots aquests factors, la legió republicana tardana estava totalment desproveïda de cavalleria i només va ser fins a l'ascens al poder d'August que se li va tornar a afegir un contingent de 120 genets.
Quan va esclatar la Segona Guerra Púnica, els romans estaven tractant de posar remei el fet que no comptaven amb efectius itàlics especialitzats, element molt important en els exèrcits romans de l'època. L'historiador Titus Livi afirma que el tirà de Siracusa, Hieró II, va oferir al Senat proporcionar als exèrcits republicans forts contingents d'arquers i foners. A partir de l'any 200 aC, els romans van optar per contractar un nombre fix de mercenari sa fi d'esmenar la manca d'efectius itàlics, i des de llavors les legions romans van estar gairebé sempre acompanyades per part d'aquests mercenaris en les seves campanyes al llarg de tot el Mediterrani: els sagiratis de Creta, i els funditores (foners) de les Illes Balears.
Les tropes auxiliars no italianes que les províncies, les ciutats i els rei amici (estat client) proveïen als exèrcits de la República estaven subjectes a les necessitats del moment. Sovint, s'empraven forces estrangeres comandades pels seus propis líders i subjectes a la seva pròpia organització per a campanyes específiques i es dissolien poc després.

### Regnat d'August (27 aC - 14)

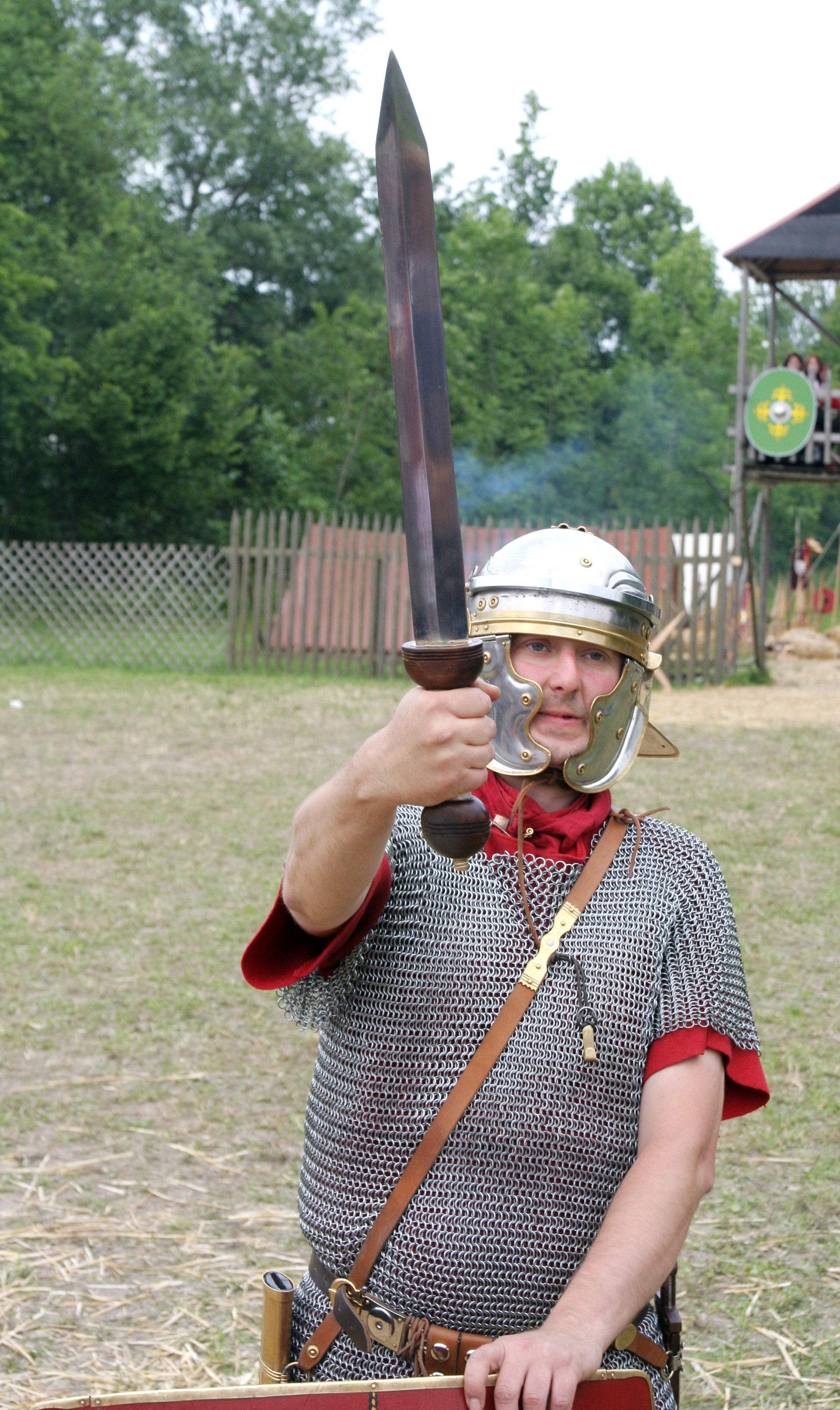
Actor vestit amb l'equipament típic dels soldats d'infanteria romans i mostrant un gladius. Aquesta espasa va ser creada a partir del disseny utilitzat pels pobles ibers de la Hispània preromana. L'exemplar mostrat a la foto és del tipus Pompeii, usat des de finals del en endavant. Era més curt i estava dissenyat per enfilar l'enemic en combat cos a cos. Al maluc esquerra del soldat pot veure's el seu pugio (daga) i porta la cota de malla (lorica hamata) i un casc imperial de tipus gàl·lic i es recolza sobre el seu escut rectangular (scutum). Les armes i armadures del soldat d'infanteria auxiliar eren idèntiques, excepte pel fet que l'escut que portava era ovalat (clipeus).

Al final de la Tercera guerra civil romana (30 aC), August va llicenciar a la majoria de les unitats estrangeres que componien les tropes auxiliars. No obstant això, les més experimentades no només no van rebre l'ordre de dissolució, sinó que es convertirien en el nucli de les forces auxiliars durant el regnat de la Dinastia Júlio-Clàudia . Durant els primers anys del seu regnat, August va crear el cos deauxiliainspirant-se en les forces llatines que feia servir la República abans de l'esclat de la guerra social. Els auxiliares, concebuts com un cos de tropes no ciutadanes paral·lel a les legions, tenien una diferència fonamental respecte als auxiliars que empraven els republicans: en temps de la República, els cossos auxiliars estaven formats per mers reclutes que havien estat allistats per a una campanya concreta, i que es dissolien un cop acabés la campanya en què servien, sota el regnat d'August, aquest cos estava totalment format per voluntaris professionals que prestaven servei en unitats permanents.
August va organitzar als auxilia en regiments de la mateixa mida que les cohorts pel fet que va considerar que com menys tropes componen una unitat, aquesta és més flexible. Aquests regiments eren de dos tipus: l'ala quinquagenaria (cavalleria) i la cohort (infanteria), afegint la Cohors equitativitat (barreja de cavalleria i infanteria) sota la dinastia Júlio-Clàudia. L'estructura del cos d'auxiliars diferia de les alae llatines en comptar amb un percentatge major de cavalleria.
No és clar quin era la mida d'aquestes noves unitats instituïdes per August, ja que les proves més recents daten del segle ii, moment en què el nombre d'unitats de les tropes auxiliars podria haver canviat. Les cohorts es dividien l'estil dels legionaris: sis centuriae formades per 80 homes cadascuna. Del seu costat, les alae es dividien en turmae, esquadrons de 30/32 homes cadascun liderats per un decurió (llatí: 'líder de deu'), títol que derivava de la cavalleria republicana anterior a l'esclat de la guerra social, dividida en turmae i liderada per tres decurions cadascuna. La Cohors equitativitat estava formada per un contingent d'infanteria a qui se li va afegir quatre turmae de cavalleria.
A nivell total, els regiments auxiliars estaven dirigits per un praefectus que podia ser:
- Un noble natiu a qui es concedia la ciutadania romana. Un exemple el trobem en el cabdill germànic Armini, que va actuar com prefecte auxiliar abans de rebel·lar-se contra Roma.
- Un romà que podia ser un membre de l'ordo equester o centurió d'alt rang.[15]

Al començament del regnat d'August, el nucli de les tropes auxiliars d'Occident estava compost per guerrers procedents de les bel·licoses tribus gal·les (especialment de les que residien a la Gallia Belgica, que llavors incloïa les províncies de Germania Superior i Inferior) i d'Il·líria. Al final de les Guerres Càntabres (19 aC), l'Imperi es va annexionar les províncies d'Hispània i Lusitània, territoris que aviat es van convertir en grans fonts de reclutament. En els anys pròxims, August conquistaria les regions de Rètia (15 aC), Nòric (16 aC), Pannònia (9 aC) i Mèsia (6), territoris que juntament amb Il·líria arribarien a ser la principal font de reclutes auxiliars de l'imperi. A l'Orient, on els sirians subministraven a Roma la major part dels arquers del seu exèrcit, August va annexar les províncies de Galàcia (25 aC) i Judea (6), la primera d'aquestes, una regió d'Anatòlia el nom derivava de les massives migracions que hi havien realitzat els gals feia segles, es va convertir també en una important font de reclutes. Per la seva banda, la cavalleria lleugera era subministrada des de les províncies d'Àfrica, on es van annexionar les regions d'Egipte (30 aC), Cirenaica i Numídia (25 aC). El poble dels Mauri, que habitava a la província de Numídia, constituïa el cos principal dels contingents de cavalleria lleugera que s'enviaven a Itàlia a servir a les legions i les auxiliares. La província de Mauritània, conquerida durant el regnat de l'emperador Claudi, es convertiria així mateix en una important font de reclutes.
Les ràpides conquestes realitzades durant el regnat d'August van provocar un increment en el nombre de reclutaments, tant en les legions com en els auxiliares. L'any 23 havia ja el mateix nombre de soldats auxiliars que de legionaris, el que significa que per les 25 legions existents en l'època (125.000 legionaris) s'havien reclutat prop de 250 regiments auxiliars.

### Revolta d'Il·líria (6 - 9)
Sempre hi va haver un risc inherent a la política de la Dinastia Júlio-Clàudia de reclutar als seus contingents auxiliars entre aquests pobles de les províncies en les quals servien, ja que, si la seva tribu o grup ètnic de procedència es revolta contra Roma (o atacava l'Imperi fora de les seves fronteres), les tropes auxiliars podrien veure's temptades a fer causa comuna amb ells. Si es donés aquesta circumstància, els romans es veurien obligats a enfrontar-se a un enemic els exèrcits es compondrien per unitats totalment equipades i entrenades per ells mateixos, perdent així la seva habitual avantatge tàctica sobre les tribus rivals.
Com a exemple a nivell individual tenim Armini, un cacic germànic que, després de diversos anys de servir a Roma com prefecte d'un cos d'auxiliars en els quals va aprendre com equipar i liderar de manera eficaç a tropes organitzades, es va revoltar contra l'Imperi infligir una gran derrota al bosc de Teutoburg, on va destrossar a tres legions al comandament del general Publi Quintili Varo. Aquesta derrota marcaria l'abandonament per part d'August de la seva estratègia de conquesta dels territoris alemanys situats més enllà de l'Elba.
Col·lectivament el risc era encara major, com van demostrar els il·liris en la gran revolta que van encapçalar a finals del regnat d'August. Aquest poble, format per homes durs, majoritàriament pastors acostumats a les penalitats de les muntanyes del que avui és Bòsnia i Hercegovina, donava a Roma excel·lents soldats, i tant és així que, al començament de l'era comuna, formaven el nucli de les tropes auxiliars de l'imperi. No obstant això, el descontentament s'havia assentat feia anys a la regió a causa de la rapacitat dels publicani (agents fiscals), i les sempre presents veus d'insurrecció començaven a trobar partidaris. L'any 6 l'emperador August va ordenar a diversos regiments de dalmatae (una tribu il·líria famosa per la seva bravura) que es reunissin amb el seu fill adoptiu, Tiberi, per tal d'iniciar una ambiciosa campanya a Germània. Els rebels, veient l'oportunitat que se'ls presentava, van decidir anar al punt de reunió, però en comptes de sumar-se a la força romana enviada per escortes, es van revoltar infligir una derrota. Als dàlmates aviat es van unir els breucs, una altra tribu procedent d'Il·líria.
Els rebels es van enfrontar a un exèrcit romà enviat contra ells a Mèsia, i encara que van ser derrotats, infligir importants baixes al contingent romà. Reforçats per un gran nombre de tribus il·liris que havien participat en la revolta, els insurrectes van arribar a amenaçar a la seva pròpia província d'origen. Els caps de la revolta van optar per avançar al llarg de la riba occidental del Danubi, on se'ls van unir les restes de l'exèrcit de Pannònia, regió sotmesa per Roma entre els anys 12 i 9 aC. Situada al flanc oriental de la península Itàlica, la presa d'Il·líria constituïa la conquesta d'una base d'operacions que amenaçava el mateix cor de l'imperi.
Veient el perill, August va ordenar a Tiberi abandonar el seu campanya en terres germanes i retrocedir amb el seu exèrcit fins a Il·líria. Quan es va fer evident que les tropes de Tiberi eren insuficients per enfrontar-se als rebels, August va ordenar al seu nebot Germànic remenca a milers d'esclaus per tal de trobar els soldats necessaris, circumstància que no es donava des de la derrota romana a mans d'Hanníbal en la batalla de Cannes, esdevinguda 200 anys enrere. Gràcies a les disposicions realitzades per August, Roma va ser capaç de posar sobre el camp de batalla a quinze legions i 150 regiments d'auxiliars, dels quals 50 cohorts estaven compostes exclusivament per ciutadans romans. Aquests eren homes que August considerava per la seva condició o antecedents inapropiats per formar part de les legions: ciutadans nascuts a les classes més baixes, vagabunds, delinqüents o esclaus alliberats (quan a un esclau se li alliberava, immediatament adquiria la ciutadania romana). A aquestes unitats especials se'ls va atorgar el títol de «Civium Romanorum» («de ciutadans romans»). Quan va finalitzar la revolta il·líria, aquestes cohorts van ser al servei de l'Imperi i a canvi van conservar la ciutadania. A les tropes reclutades per August, Germànic i Tiberi es va unir un poderós contingent de tropes procedents de Tràcia, el monarca, Rometalces, era un rei amicus de l'imperi. Amb tot, el total de tropes que va desplegar l'Imperi per enfrontar-se als il·liris arribava als 200.000 homes.
Durant tres anys de salvatge conflicte, descrit per l'historiador Suetoni com la guerra més difícil a la qual Roma s'enfrontava des de l'esclat de les Guerres púniques, els romans es van enfrontar als il·liris en una inacabable guerra de guerrilles. L'any 9 Tiberi va posar oficialment fi al conflicte, just quan Varo perdia tres legions al bosc de Teutoburg a mans d'Arminio. La ràpida successió dels fets sembla evidenciar que el cacic alemany havia signat un tractat amb els il·liris abans d'enfrontar a l'imperi.

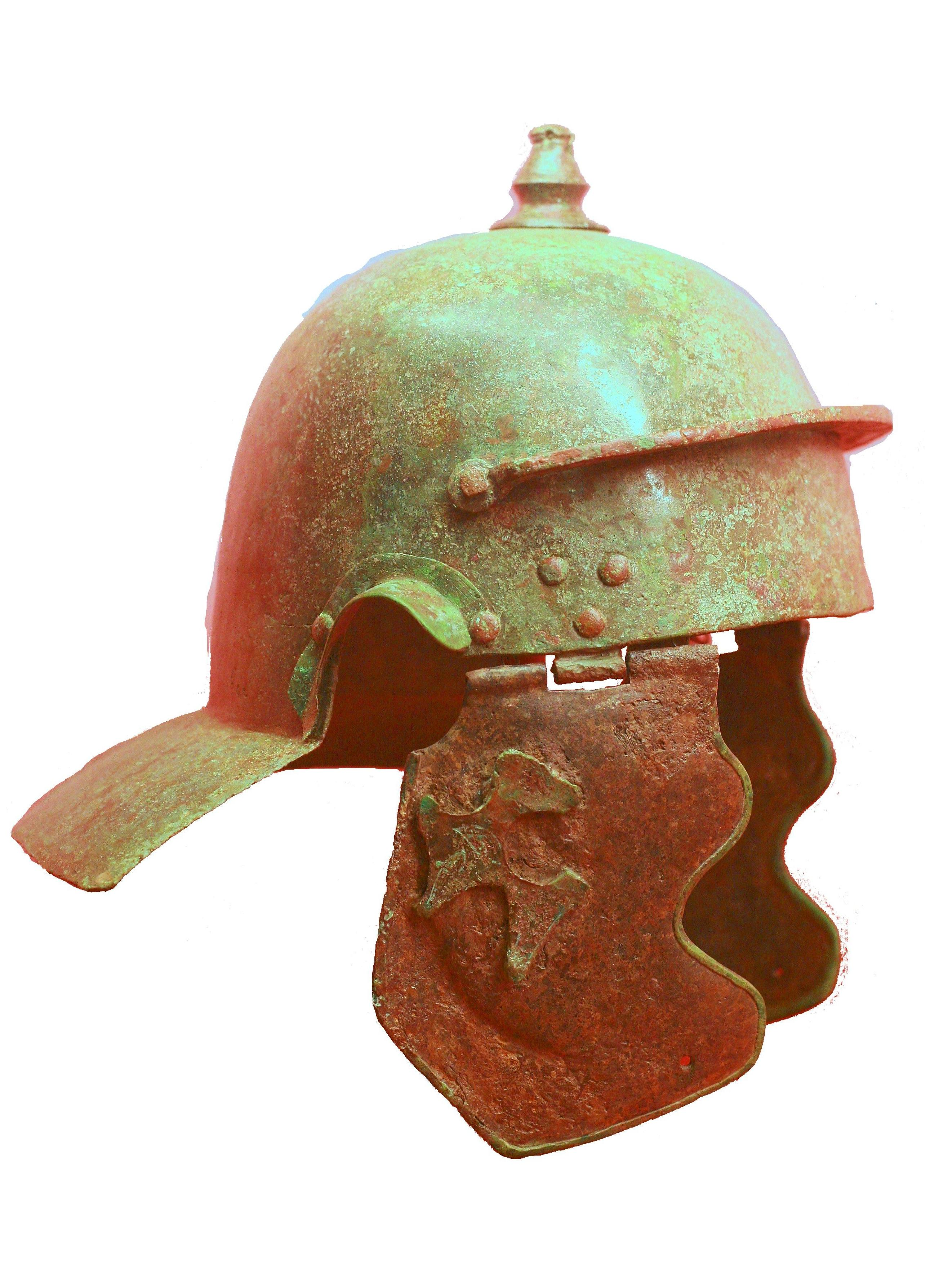
Casc de infanteria romà utilitzat pels soldats romans estacionats a les Gàlia a finals del. Noti's el reforç de la part davantera, per dificultar el cop de l'espasa ampla, i el de les galtes, per tal d'obtenir la màxima protecció facial, encara que sense cobrir la part davantera de la cara, el que dificultaria la visió, les protuberàncies a les orelles per tal de protegir-les, encara que sense dificultar l'audició, i l'angle que forma a la part posterior del coll per evitar el fregament, tot i que oferint l'adequada protecció. Museu Carnuntum, (Àustria).

Malgrat la gravetat de la revolta, els il·liris arribarien a convertir-se en la columna vertebral de l'exèrcit romà. Durant el segle ii, quan gairebé la meitat de les tropes imperials estaven desplegades a la frontera del Danubi, els regiments d'auxiliars estaven dominats per reclutes il·liris i al segle iii ja havien substituït en gran part als italians a la cimera de l'ordre jeràrquic militar (els praefecti en els regiments auxiliars i els Tribuni militum a les legions). Entre els anys 268 i 379 gairebé tots els emperadors van procedir d'aquesta regió, ja que aquests, importants membres de l'aristocràcia militar, eren els únics homes amb prou poder per disputar-se els trossos del ja molt malmès imperi. Com a exemples del creixent poder dels il·liris en els exèrcits de l'Imperi tenim els ascensos al tron de Claudi II el Gòtic (268 - 270), Aurelià (270 - 275), Probe (276-82), Dioclecià (284 - 305), Constantí I el Gran (312-37) i Valentinià I (364 - 375). Després de la caiguda de l'Imperi Romà d'Occident, els il·liris van continuar ostentant gran importància en els exèrcits de l'Imperi Romà d'Orient, i el mateix emperador Justinià I era d'origen il·liri.

### De Tiberi a Neró (14 - 68)
Les tropes auxiliars van experimentar un profund desenvolupament durant el regnat de l'emperador Claudi (41 - 54). Es va establir un termini de servei mínim de 25 anys. Quan un soldat auxiliar complia el temps requerit en files, ell i tots els seus fills rebien la ciutadania romana. Això es dedueix del fet que el primer militar romà que va rebre un diploma militar ho va fer durant el regnat de Claudi. El diploma consistia en un rectangle plegable de coure en què s'inscrivia els registres del servei del soldat, i servia entre altres coses per provar la ciutadania. Durant el seu regnat, Claudi va decretar que els prefectes dels regiments auxiliars havien de ser de rang eqüestre, excloent d'aquesta manera als centurions. El fet que els comandants de les tropes auxiliars foren ara del mateix rang que la majoria dels Tribuni militum (tribuns militars i oficials d'alt rang de l'Estat Major de les legions, dels quals només un, el tribunus laticlavius, era un senador d'alt rang) indica el prestigi que havia assolit el cos. No obstant això, els caps estrangers continuar liderant gran part de les tropes auxiliars, per la qual cosa era necessari conferir la ciutadania.
Els uniformes, armes i equip de les tropes auxiliars, similars als de les legions, es van homogeneïtzar a finals del regnat de la dinastia Julio-Claudia. A la mort de Neró l'any 68, hi havia ja poca diferència entre l'equip i forma de combatre de la majoria de les tropes auxiliars i el dels legionaris. La diferència principal que hi ha entre els dos cossos bèl·lics era que, mentre els auxiliars comptaven amb un nombre considerable d'efectius de cavalleria, les legions no tenien aquesta mena d'unitat especialitzada.
Durant el regnat de Claudi es van annexionar tres províncies que es van convertir en una important font de reclutes auxiliars: Britànnia (43) i els estats clients de Mauritània (44) i Tràcia (46). Aquesta última va arribar a ser un centre de reclutament tan important com Il·líria, especialment de cavalleria i arquers. A mitjans del segle ii, la província de Gran Bretanya comptava amb el major percentatge d'efectius auxiliars de l'Imperi: 60 d'un total de 400 regiments (15%).
Proves historiogràfiques demostren que, a finals del regnat de Neró (54 - 68), el nombre d'auxiliars hauria arribat als 200.000 homes, el que suposa al voltant de 400 regiments.

### Revolta dels bataus (69 - 70)

Mapa mostrant la frontera de l'Imperi Romà al Rin (70) i la ubicació dels bataus al delta del riu. La zona ombrejada es correspon amb les possessions romanes de la zona.

Mig segle després de la revolta dels il·liris esclataria a Alemanya un altre sagnant conflicte en què estarien presents com a protagonistes les tropes auxiliars romans. Els bataus eren una tribu germànica que pertany al grup dels chatti que habitava en el territori situat entre els rius Rin i Waal, el qual posteriorment passaria a formar part de la província de Germania Inferior (Països Baixos). La impossibilitat de conrear en les seves terres a causa de la presència de pantans feia que fossin una tribu petita: no arribaven als 35.000 homes.
Malgrat el seu reduït nombre, els bataus eren un poble guerrer, format per hàbils genets, mariners i nedadors, aviat va esdevenir una potencial font de reclutes. A canvi d'una excepcional exempció de tributs (impost sobre la terra a què estaven subjectes la majoria dels pobles estrangers), els bataus proporcionaven a l'exèrcit imperial la major part dels seus reclutes auxiliars. La guàrdia d'elit de l'emperador August (Germani corpore custodes) estava formada íntegrament per homes procedents d'aquest poble. El nombre de tropes auxiliars reclutades entre els bataus va pujar a uns 5.000 homes, el que implica que, sota el regnat de la Dinastia Júlio-Clàudia, la meitat dels homes de Batàvia que estaven en edat militar (16 anys) es van allistar en els exèrcits de l'imperi. Amb aquestes dades es pot dir que els bataus, que constituïen el 0,05% de la població total de l'Imperi (23), subministraven als seus exèrcits el 4% del total dels auxiliares, és a dir, 80 vegades el seu nombre proporcional. Eren considerats pels romans com els millors d'entre les tropes auxiliars (fortissimi ovalidissimi) i, durant l'època en què van servir a Roma, els bataus perfeccionaren una tècnica única per la qual podien travessar rius a nat tot i portar armadura.
Gai Juli Civilis (el seu nom denota que va rebre la ciutadania a mans d'un juliol) va ser un príncep Batavia, prefecte d'una de les cohorts formada per homes originaris del seu poble. Militar amb gran experiència, Civilis havia servit durant 25 anys a les files romans, distingint durant la invasió de Britànnia, on ell i 8 cohorts d'auxiliars Batavia tenir un paper crucial en la victòria de l'Imperi sobre els nadius del sud de l'illa.
Malgrat la seva lleialtat, l'any 69 el descontentament s'havia assentat entre el poble dels bataus. Tres anys abans, Neró havia decidit retirar als regiments auxiliars reclutats entre aquest poble de la Gran Bretanya i Civilis i el seu germà van haver de respondre per traïció davant el governador de la província de Germania Inferior, que va enviar al primer perquè respongués davant l'emperador després executar al segon. Galba, tractant de congraciar amb aquest poble, va alliberar Civilis, però va cometre l'error de dissoldre el cos de guardaespatlles format pels bataus, cosa que va suposar un imperdonable insult per a aquesta nació. Al mateix temps, la ja malmesa relació entre la Legió XIV Gemina i les cohorts batàvies es va degradar de tal manera que van arribar a esclatar combats entre ells en almenys dues ocasions.

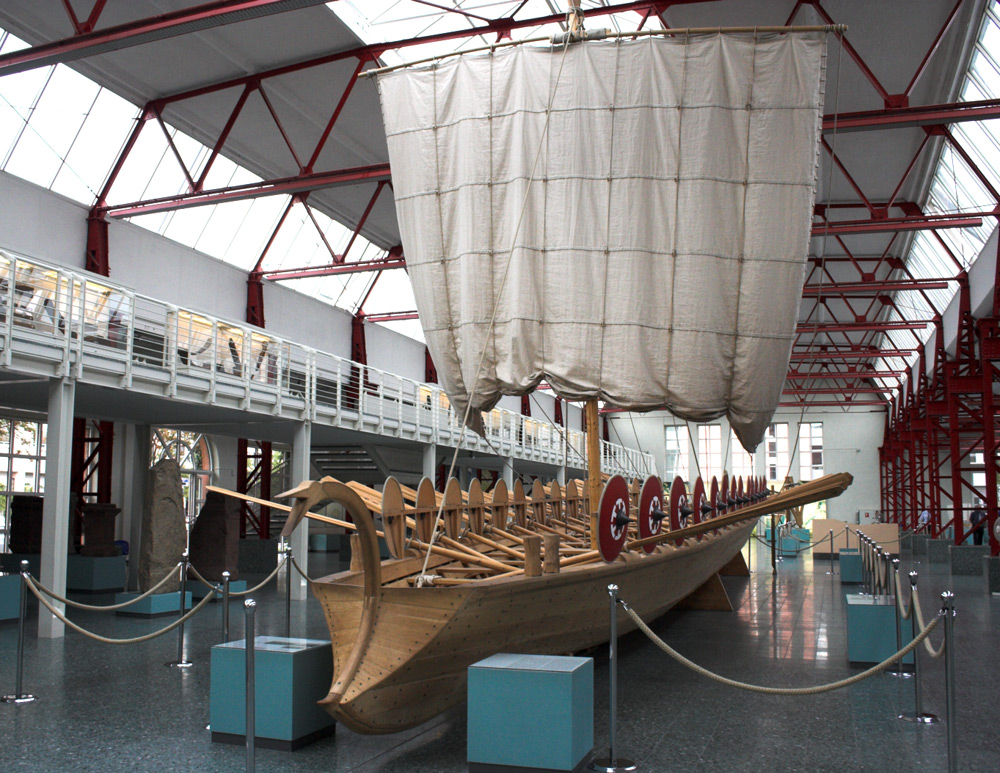
Reconstrucció d'una embarcació fluvial romana (flota del Rin). La construcció es basa en el descobriment de les restes de cinc vaixells a Magúncia a principis de la dècada de 1980. El vaixell de la imatge estava concebut per tal que es mogués amb rapidesa, donada a forma de la quilla: llarga i estreta. Aquesta classe de vaixell estava mogut per 32 rems, 16 a cada costat. Noteu els escuts muntats en els flancs de l'embarcació per tal de protegir els remers dels projectils llançats per altres vaixells. En el moment en què va esclatar la revolta dels bataus (69), la majoria d'aquests vaixells eren tripulats per tripulacions d'aquest poble. Segle IV. Museum für Antik Schifffahrt, Magúncia, Alemanya.

Mentre l'Imperi experimentava una primera gran guerra civil des de la Batalla d'Àccium, esdevinguda exactament un segle abans, el governador de la província de Germania Inferior s'ufanava de reclutar soldats on podia, especialment entre els bataus. Quan aquest va veure que els bataus no arribaven les quotes de reclutaments exigides per l'imperi a canvi de l'exempció de tributs, va enviar un grup de centurions a reunir homes a la força. La brutalitat de la que van fer gala els militars romans, unida a l'escàndol que van motivar les violacions de les que van ser víctimes els menors Batavia a mans dels centurions, van ser la gota que va fer vessar el got.
Liderats per Civilis, els bataus es van revoltar contra Roma. Tot i que inicialment legaven que el seu únic desig era donar suport a Vespasià en la seva carrera cap al tron, aviat l'aixecament va esdevenir una lluita per la independència. Al moment de l'esclat de la revolta, Civilis comptava amb un gran avantatge, ja que la major part de les legions habitualment estacionades al delta del Rin estaven absents i els oficials romans d'alt rang estaven més preocupats per la guerra civil que enfrontava als més influents generals de l'època que pels moviments que realitzava un petit poble que habitava més enllà del Rin. La revolta va trobar aviat partidaris entre els pobles veïns dels bataus, entre els quals hi havia els Canninefates i els frisons. Després de la captura de dues fortaleses romans en territori germànic, una cohort de tungres desertar al seu bàndol, i després de la derrota d'una força de dues legions enviada contra ells, li van unir 8 cohorts d'auxiliars Batavia. Després de les desercions de diversos contingents de soldats gals i germànics que havien estat enviats contra Civilis, la revolta anti-romana es va estendre al llarg de tota la Gallia Belgica. Els tungres, segusiaves i trèvers i fins i tot tribus assentades més enllà del Rin es van sumar a la revolta. La flota romana que circulava per aquestes terres va ser capturada pels insurrectes, que ara comptaven amb almenys 7.000 soldats plenament entrenats i equipats pels romans, així com un nombre d'homes molt més gran procedent de les tribus que havien optat per donar suport a Civilis. Després de la victòria sobre les dues legions que custodiaven la província de Germània Inferior (la  V Alaudae i la XV Primigènia), l'exèrcit de Civilis amenaçava totes les possessions romanes sobre el Rin Els insurrectes Batavia i gals no serien derrotats fins que Roma va enviar una força formada per vuit legions sota el comandament de Quint Petili Cerealis.
Segons la crònica de l'historiador Tàcit, Civilis i el comandant romà Quint Petili Cerealis es van reunir en una illa del delta del Rin per tal de discutir els termes de pau. Encara que no sabem amb certesa quin va ser el resultat de la reunió, és probable que gràcies a l'antiga amistat que Civilis havia travat amb Vespasià a Britànnia, el qual ja li havia proposat l'indult, el cacic Batavia i el seu poble fossin lleument multats. Sembla que avala aquesta teoria el fet que quan Petili Cerealis, al final de la campanya, va ser enviat com a nou governador de Britànnia, es va dur amb si una força composta per auxiliars Batavia. Tot i la revolta, els bataus van mantenir els seus privilegis dins de l'exèrcit i fins i tot a finals de l'any 395 els bataus seguien sent considerats una unitat d'elit pels soldats romans: com a exemple tenim els equites Batavia SRS (cos de cavalleria) i als auxiliars Batavia SRS (cos d'infanteria).

### Dinastia Flàvia (69 - 96)
La revolta dels bataus seria determinant en el canvi de la política de desplegament de tropes auxiliars seguida pels emperadors de la Dinastia Flàvia. Durant el regnat de la Dinastia Júlio-Clàudia, les tropes auxiliars s'estacionaven als seus països d'origen oa les províncies frontereres, a excepció de períodes de crisi importants, com durant les Guerres Càntabres, en els quals es traslladava el màxim d'efectius possibles al teatre d'operacions. No obstant això, la revolta dels bataus havia posat en evidència que en temps de guerra civil, quan les legions estaven lluitant contra els pretendents al tron imperial, era perillós deixar les províncies sota el control d'aquests auxiliars. Els emperadors Flavis establiren com a regla que els auxiliars s'havien de traslladar el més lluny possible de les seves províncies d'origen per tal d'evitar la temptació de revoltar-se. La política de trasllats es va iniciar amb la transferència, l'any 70, de quatre cohorts i una ala d'auxiliars Batavia a Gran Bretanya. Aquest trasllat, dirigit per Petili Cerealis, governador de l'illa, va marcar un precedent que es mantindria durant els regnats de Vespasià, Titus i Domicià. L'efectivitat de la política de trasllats dels Flavis es pot observar mitjançant les següents dades: mentre que en el segle i cap dels regiments de tropes auxiliars estaven estacionats fora de la seva província d'origen, al segle ii, dels 13 regiments reclutats entre les tribus britans, cap es trobava estacionat a la Gran Bretanya.
Malgrat la seva eficàcia al principi, la política Flàvia de trasllats acabaria per tornar-inútil, ja que després d'un llarg període a l'estranger, els regiments auxiliars de la província acabaven per a fer la seva vida i adoptar el territori com el seu nou llar. Aquest fet, accentuat per la circumstància que la política de trasllats no va tenir continuïtat, desembocaria irremeiablement en el fracàs d'aquesta. Les tropes auxiliars «britans» estacionades al Danubi estaven compostes per reclutes il·liris, tracis i dacis, mentre que a finals del segle ii, les tropes auxiliars de Britànnia seguien estant formades per una majoria Batavia. Aquest fet mostra inequívocament l'estancament de la política d'intercanvis de tropes.
Durant el regnat de la Dinastia Flàvia es va prohibir als nobles nadius liderar els contingents de tropes auxiliars de la seva pròpia nació. Els emperadors Flavis van duplicar la grandària dels cossos militars del seu exèrcit, ara a una força de 1.000 homes que ara es diria Cohors/ala milliaria. No obstant això, a la pràctica, la majoria de les alae milliaria estaven formades per 720 soldats i les Cohors Miliaria per 800.

### Principat tardà (97 - 284)

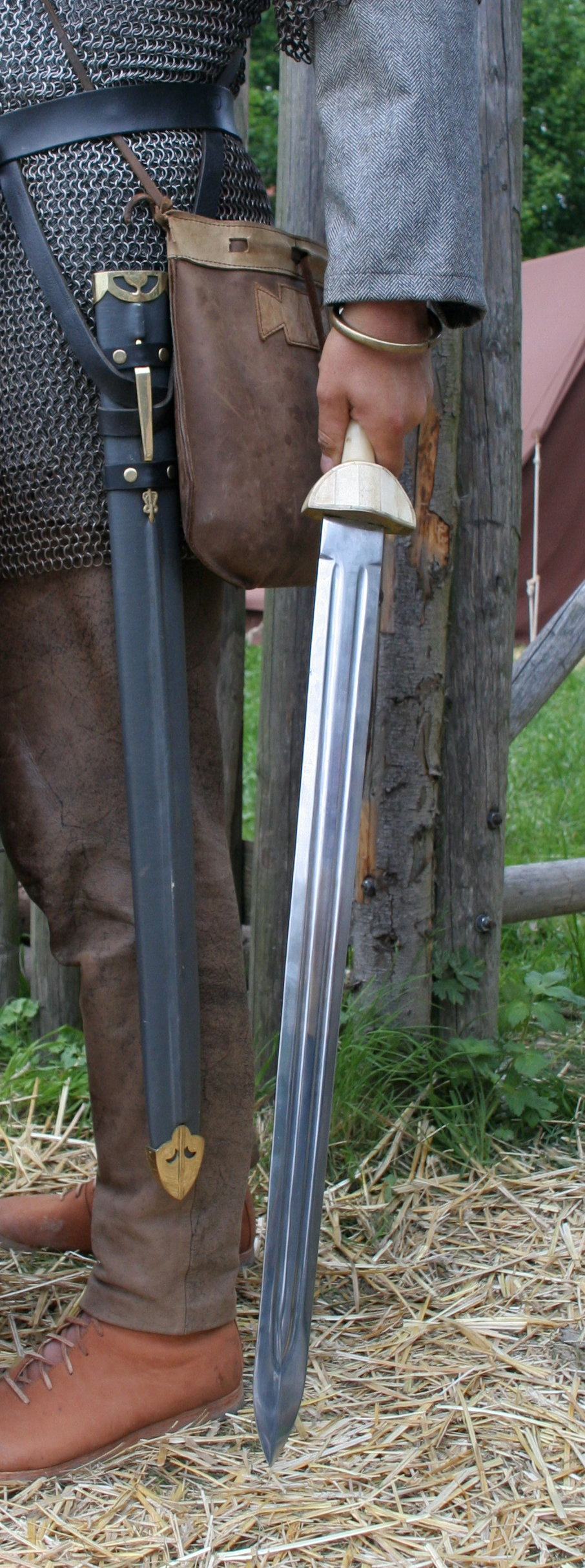
La spatha de la cavalleria romana era una llarga espasa, d'uns 780 mm de longitud mitjana de la fulla, dissenyada per atorgar al genet més abast que amb el gladius.

L'any 106 aC, després de la victòria de l'emperador Trajà sobre Decèbal, rei dels dacis, l'Imperi es va apropiar dels territoris d'aquest poble i va formar la nova província de Dàcia. A mitjans del segle ii es trobaven estacionats a la recentment instituïda província 44 regiments auxilia, circenssos del 10% del total de les tropes auxiliars de l'imperi. D'altra banda, en Britànnia estaven acantonats 60. A finals d'aquest segle, entre aquestes dues províncies albergaven prop del 25% del total dels auxiliars de l'imperi, el que demostra la inestabilitat d'aquests territoris. D'altra banda, d'entre els contingents d'auxiliars reclutats en aquesta època, més del 50% procedien de Dàcia i Britànnia.

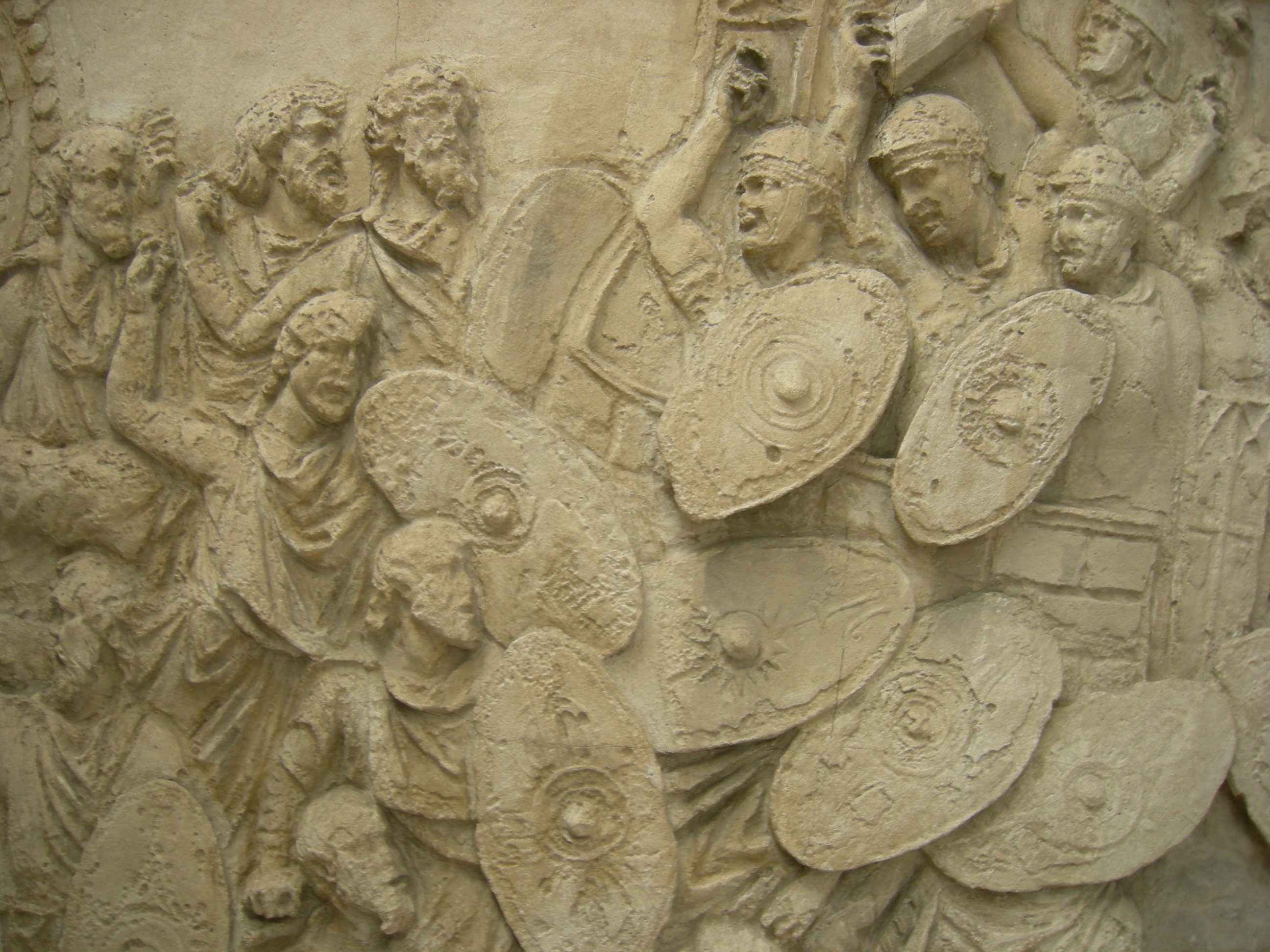
Tropes auxiliars romans defensant una posició fortificada davant els atacants dacis. Columna de Trajà, Roma.

Per aquesta època ja hi havia prop de 380 regiments auxiliars (90 alae i 290 cohorts, de les quals al voltant de 200 eren Cohors equitatae). Partint d'aquestes dades, podem establir que el nombre d'auxiliars desplegats per tot l'Imperi era de 220.000 efectius, és a dir, gairebé el doble que a finals del regnat d'August. D'aquesta força, 150.000 eren soldats d'infanteria i 75.000 de cavalleria. Aquestes dades posen de manifest la gran importància que havien assolit ja els auxiliars en els exèrcits de l'imperi, ja que el nombre de legionaris, considerats com els soldats d'elit de la jerarquia militar, era de 154.000 soldats d'infanteria (28 legions de 5.500 homes cadascuna) i 3.360 soldats de cavalleria, xifra molt inferior al nombre de tropes auxiliars.
La segona meitat del segle ii va marcar una revolució dins de les files de l'exèrcit romà amb l'addició de cinc noves legions (27.500 homes). El nombre de legions era ara a 33. Del seu costat, el nombre d'auxilia va augmentar en una xifra aproximada de 50 a 60 regiments. A finals del regnat de Septimi Sever, el nombre de contingents auxiliars s'elevava a 440.
El suposat creixement del nombre d'auxiliares pot expressar-se de la següent manera:
| Cossos militars    | Tiberi 24 | Hadrià ca. 130 | S. Sever 211 | Crisi del segle iii ca. 270 | Dioclecià 284-305 |
| ------------------ | --------- | -------------- | ------------ | --------------------------- | ----------------- |
| Legions            | 125.000   | 155.000        | 182.000      |                             |                   |
| Auxilia            | 125.000   | 218.000        | 250.000      |                             |                   |
| Guàrdia Pretoriana | ~ 5.000   | ~ 10.000       | ~ 10.000     |                             |                   |
| Total d'efectius   | 255.000   | 383.000        | 442.000      | 350.000                     | 390.000           |

NOTA: Les dades anteriors no inclouen els efectius de l'armada romana,ni als soldats reclutats entre els bàrbars coneguts com a Foederatio.
A partir del segle ii sorgeixen en el panorama militar romà noves unitats conegudes com a numerus (grup) i vexillatio (destacament). El nombre d'homes que componien aquests cossos es desconeix, encara que se suposa menor que el de les alae i les cohorts. Antigament, els estudiosos van defensar que aquests nous cossos eren simples regiments reclutats entre els pobles estrangers per tal de defensar les seves terres, però en l'actualitat es pensa que formaven part de les unitats auxiliars, i no que constituïssin un cos independent. Els numerus i els vexillatio van assolir gran importància en el segle iv.
L'any 212 l'emperador Caracal·la legislació la Constitutio antoninians (Decret antoninians), que concedeix la ciutadania romana a tots els habitants lliures de l'imperi, els peregrini. Amb el seu edicte, Caracal va abolir l'única distinció que hi ha entre les legions i els auxilia, tot i que els auxiliares seguirien mantenint durant més d'un segle. Les legions, que ara gaudien d'una base molt més àmplia de contractació, engrossir en gran manera les seves files de mà de tots els homes en edat de combatre que, ansiosos per lluitar al costat del cos militar més temut d'Occident, van acudir rabents a allistar. Les unitats auxiliars van trobar reclutes entre els racons més recòndits de l'imperi, on els barbari acceptaven unir-se a ells. Pel progressiu debilitament dels regiments auxiliars va desaparèixer totalment a mitjan segle iv.
A mitjans del segle iii van sorgir les primeres unitats auxiliars amb els noms dels pobles bàrbars entre els que van ser reclutades, com l'Ala I Sarmatarum, estacionada a la província de Britànnia a finals de segle. Aquest regiment, estava format pels descendents d'una força de 5.500 genets sàrmates ubicada a la Muralla d'Hadrià per ordres de l'emperador Marc Aureli c. de 175. L'Ala I Sarmatarum és clar exemple del procés pel qual les unitats irregulars reclutades entre els pobles bàrbars (Foederatio) es transforma en regiments auxiliars ordinaris. La Notitia Dignitatum, document clau per entendre l'estructura de l'exèrcit romà tardà, mostra la intensificació d'aquest procés a mitjans del segle iv i llista un gran nombre d'unitats irregulars batejades amb noms bàrbars.
A mitjan o final del segle iii, l'Imperi es va sumir en el caos a causa d'una sèrie de desastres militars consecutius units a una plaga. Entre els anys 251 i 271, les possessions romans a la Gàl·lia, les regions alpines i Itàlia, els Balcans i Orient van ser envaïdes pels pobles germànics, sàrmates, gots i perses, respectivament. Aquests atacs simultanis van trobar una feble resposta en un Imperi l'exèrcit era víctima d'una devastadora pandèmia de verola: la Plaga de Ciprià, que va durar de 251 a 270, i abans d'extingir, es va cobrar la vida de l'emperador Claudi II el Gòtic. Per demostrar el terrible efecte que tenien les epidèmies en aquesta època, podem prendre les dades de l'última epidèmia que havia patit Roma, la Plaga Antonina, que va costar la vida a l'15/30% de la població total de l'imperi. Durant aquesta època, els exèrcits van perdre gran part dels militars que ocupaven la cúspide de la jerarquia militar, doncs aquesta epidèmia els va afectar d'una manera especial. Els efectes de la plaga van desembocar en una gran disminució del nombre de soldats que integraven els exèrcits imperials, que només es va recuperar a finals del segle, durant el regnat de Dioclecià (284 - 305). Amb l'objectiu d'omplir els buits deixats pels morts, els oficials de reclutament romans van buscar nous allistaments entre els bàrbars, i així, el percentatge entre les files dels auxiliars es va incrementar considerablement.

### Segle IV
Durant el segle iv, l'exèrcit romà va travessar una reestructuració radical, tot i que tenim poques dades de la mateixa donats els escassos escrits que ens han arribat ja l'ambigüitat de les proves físiques. Durant el govern de Dioclecià, les formacions tradicionals del principat formades per legions, alae i cohorts sembla que van desaparèixer per donar lloc a unitats més petites, moltes de les quals van portar una gran varietat de nous noms. Sota el regnat de Constantí I (312-337) sembla que les unitats militars es van classificar en tres graus basats en el rol estratègic i, en certa manera, en la qualitat de les pròpies tropes: Estaven en primer lloc les praesentales , tropes d'elit de l'imperi, i que normalment tenien la base a Mediolanum (Milà) i Bizanci (Constantinoble), les capitals tardanes de l'imperi. En segon lloc apareixen els comitatenses, forces d'alt nivell i creades per a la intercepció d'amenaces perilloses. Estaven basades en les diòcesis (divisions imperials principals), molt allunyades de les fronteres. Finalment hi havia els limitanei , tropes de baix nivell i la funció era protegir les fronteres en què estaven desplegades.
Les antigues tropes auxiliars de l'època del principat van servir com a base per a les unitats d'aquests tres tipus. La Notitia Dignitatum ens ofereix un llistat de 70 alae i cohorts que van mantenir els seus antics noms del segle ii, i la major part d'ells eren limitanei. D'altra banda, es poden trobar alguns rastres de regiments de tropes auxiliars en els exèrcits praesentales i comitatenses. Especialment en el Danubi, l'antic sistema basat en alae i cohorts va ser reemplaçat per noves unitats, cunei i auxiliars (que eren només d'infanteria), respectivament. No és clar quanta diferència hi havia entre aquestes unitats i les seves predecessores, encara que la versió limitanei podria haver estat de només la meitat de la mida de les antigues unitats. D'altra banda, el nou estil d'unitat anomenada auxilia palatina, i que era considerada una de les millors unitats de l'exèrcit, eren almenys de la mateixa mida (500) i possiblement doblaven la mida dels antics regiments auxiliars. És probable que molts d'aquests nous cossos militars estiguessin formats a partir de les tropes auxiliars antigues, i semblen haver estat molt similars a les velles cohorts.
Vegeci, l'escriptor de temes militars del segle iv, es queixa dels joves de la seva època, que s'unien als "auxiliars" preferiblement i abans que a les legions, per tal d'evitar un entrenament i uns deures més durs que en aquest últim., però, encara no és clar a quins tipus d'unitats es referia. És possible que aquests antics termes encara s'utilitzessin de forma popular per fer referència als limitanei i als comitatenses, respectivament. En qualsevol cas, la seva cita no descriu amb exactitud les tropes auxiliars del principat, moltes de les quals van arribar a ser les millors unitats amb què comptava l'exèrcit d'aleshores.

## Relació amb les legions

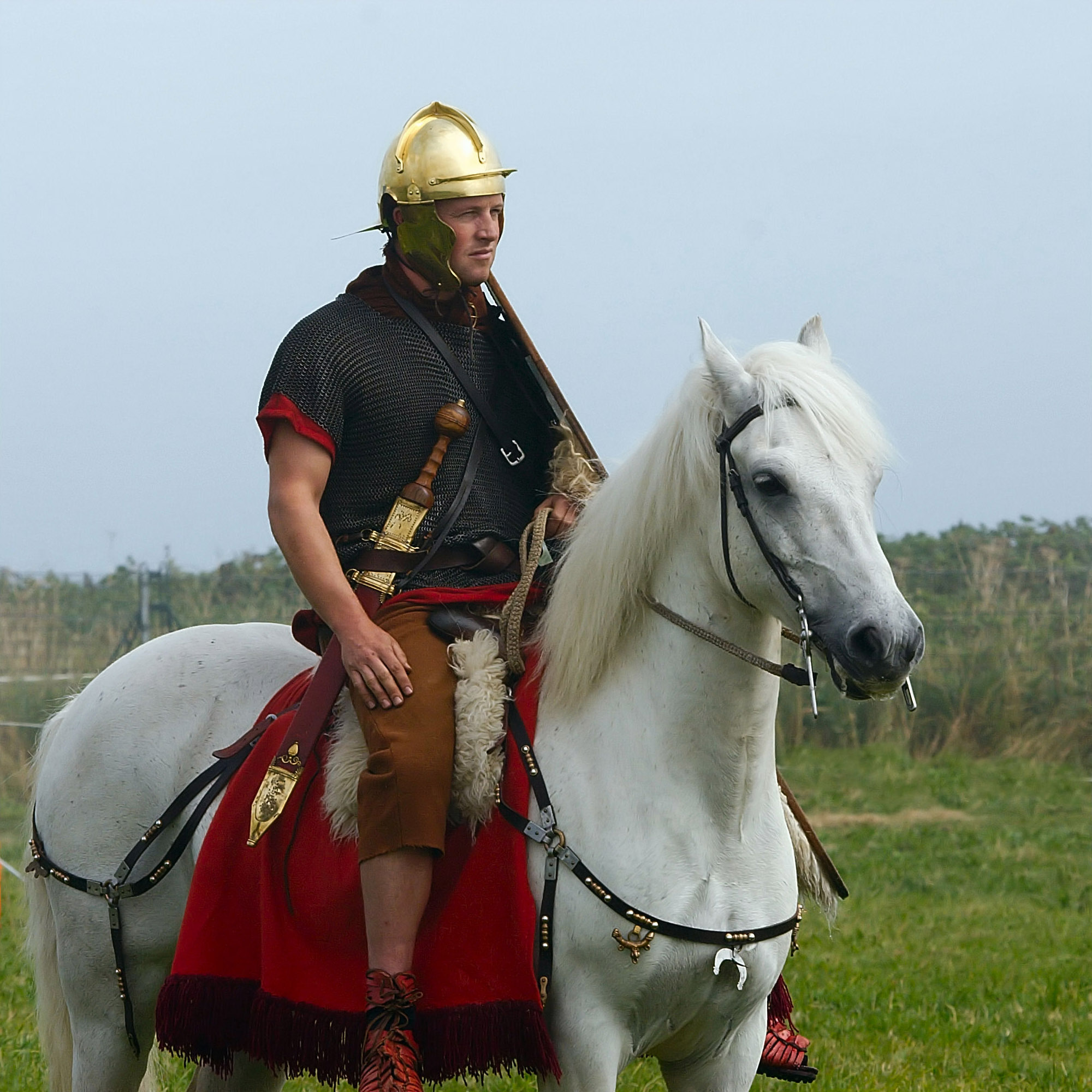
Cavaller auxiliar (eques Alaris o alarius) amb spatha (Spada). A més, el soldat porta un fins (llança) i un escut oval (que no es veu en estar tapat per l'espatlla esquerra). La segella (Sella de muntar) va ser dissenyada per tal de proporcionar al seient una major estabilitat i de compensar l'absència de estreps, que no van ser introduïts en els exèrcits europeus fins al.

Durant el Principat, el reclutament de legionaris només es realitzava entre els ciutadans de l'Imperi que ostentaven la condició de ciutadans romans. Aquest costum, que procedia de l'estructura de l'exèrcit republicà abans que esclatés la guerra social, es va aplicar sempre de manera molt estricta. En els documents es troben poques excepcions, i encara que se sap que en temps de crisi els oficials de reclutament acceptaven a les legions als fills il·legítims dels legionaris, això no implica que aquesta regla fos ignorada de manera sistemàtica.
A causa de la influència en la historiografia antiga de Vegeci, escriptor romà de doctrina i pràctiques militars, s'ha malinterpretat el paper dels auxiliars davant les legions en els primers temps de l'imperi. La seva obra, De re militari, conté abundant informació útil sobre l'exèrcit romà, encara que és enganyosa pel fet que Vegeci no encaixa les seves descripcions en un marc cronològic. El fet que l'obra de Vegeci comprengués una sèrie de conceptes anacrònics, de vegades fora de context, es devia al fet que els seus principals fonts fossin Cató el Vell (234 - 149 aC) i l'emperador Hadrià (76 - 138). Per tot això, el que Vegeci escriu sobre els auxiliares podria referir-se a qualsevol de les classes de regiments auxiliars que es van instituir al llarg dels 500 anys d'història de l'exèrcit romà: 
- Els socii llatins, contingents de soldats proporcionats pels reis i estats clients dels temps de la República tardana.
- Els auxiliares de l'època augustea o els limitanei, tropes frontereres posteriors (vostè supra).

A més, és probable que el fet que Vegeci no tingués experiència militar fes que no comprenia poc o gaire de l'estructura bèl·lica fos.
D'entre les afirmacions errònies que s'inclouen l'obra de Vegeci es troben les següents: 
1. Els auxiliares eren inferiors a les legions en entrenament i capacitat de combat.
2. Els cossos auxiliars admetien únicament a les seves files a infanteria lleugera, mentre que les legions comprenien infanteria pesant.
3. La infanteria auxiliar no lluitava en primera línia de combat, ja que s'hi posicionava a les legions.
4. Els auxiliars funcionaven com a unitat de suport, assistint als legions en les seves operacions. Mai iniciaven una nova campanya de forma independent.
5. Els auxiliars aviat es van destacar en llocs fronterers, mentre que les legions quedaven com una reserva estratègica, només intervenien en el cas que es dugués a terme una incursió important.

Les frases anteriors, que van poder ser veritables durant el període republicà, estan clarament equivocades a finals del regnat de la Dinastia Júlio-Clàudia.

### Qualitat
L'origen de l'opinió que els legionaris eren tropes de major qualitat que els auxiliars resideix en el comentari de Vegeci sobre que els homes joves preferien allistar en elsauxiliaresper tal de fugir de la severa disciplina de les legions. Per avalar aquesta teoria, Vegeci va al·legar que als legionaris se'ls pagava un salari més alt, no obstant això, no hi ha proves que hi hagués diferències entre els salaris d'ambdós cossos. Encara anteriors generacions d'estudiosos legar que als auxiliars se'ls pagava un terç menys que els legionaris, recents estudis han demostrat que aquesta diferència era menor (només un 20% menys) i que només s'aplicava a la infanteria. Quant a la cavalleria, als equites cohortales (cohort de cavalleria) se'ls pagava el mateix que els seus homòlegs legionaris, i en el cas dels equites alars, el sou era un 20% més gran. El fet que els sous més alts i les primes més valuoses es destinaran als legionaris es devia probablement a llur condició de ciutadans romans.
D'altra banda, els relats de Tàcit sobre els enfrontaments entre els auxiliars bataus i els legionaris romans durant la revolta dels primers demostren que no existia una diferència apreciable de qualitat entre ells. De fet, pel que fa a la cavalleria, elsalarseren considerats l'elit de l'exèrcit romà, mentre que els genets de les legions eren adequats per dur a terme tasques de reconeixement i per transportar els missatges entre els generals i els soldats durant la batalla.

### Armament
La creença que els auxiliars eren tropes lleugeres procedeix de les errònies paraules de Vegeci: 
| «        | Els auxiliars s'unien als legionaris en el combat sempre com tropes lleugeres | » |
| — Vegeci |                                                                               |   |

Encara que és cert que algunes tropes auxiliars especialitzades, com els arquers sirians o els genets númides, portaven armadura lleugera (o anaven desprotegits), no era una regla general entre els auxiliae, ja que les cohorts auxiliars anaven proveïdes d'una armadura pesant similar a la dels legionaris.
S'ha parlat molt de la clara diferència d'armadura entre els dos cossos que mostra la Columna de Trajà, un monument erigit en Roma (113) per tal de commemorar la conquesta de Dàcia per l'emperador Trajà (97 - 117). Els baixos releus de la columna constitueixen una font clau per comprendre com era l'equip militar dels soldats romans. En general, es mostra als auxiliars portant cotes de malla (lorica hamata), cuirassa sobre simples làmines de cuir, a més d'un escut oval. Per la seva banda, als legionaris se'ls representa portant una armadura de làmines (lorica segmentata) en tot moment (sia en combat o en altres activitats, com la construcció) i un escut de forma rectangular. No obstant això, les figures representades en la Columna de Trajà estan molt estereotipades per tal de distingir entre les dues classes de tropes. En un altre monument erigit durant el regnat de Trajà, el Tropaeum Traiani, la lorica segmentata no apareix en cap moment i els legionaris i els auxiliars es representen portant la mateixa armadura, la (lorica Escatós). En aquest sentit, es considera que el trofeu d'Adamclisi mostra una imatge molt més real i més ajustada a la normalitat de les legions, i la segmentata una armadura que s'feia servir rarament, possiblement només per al combat i per les desfilades. Les proves d'aquesta mena d'armadura en les representacions històriques modernes han demostrat que es tracta d'una armadura bastant incòmoda, que tenen una estructura que la fa dolorosa per a dur-la durant molt més que curts períodes. A canvi, ofereix més protecció que les altres armadures: és impenetrable davant la major part de sagites i projectils enemics. S'ha argumentat també que la lorica segmentata va ser utilitzada també pels auxiliars, tot i que no existeix evidència d'aquest fet. S'han trobat restes d'aquest tipus d'armadura a Rètia que daten d'una època en què no hi havia legions estacionades a la província, però podria tractar-se de restes abandonats pels legionaris d'un destacament temporal. A més, les tropes auxiliars en cap moment han estat representades portant aquesta armadura.
En tot cas, tots dos cossos van ser equipats amb les mateixes armes: el gladius (espasa curta que permet l'apunyalament en la lluita cos a cos) i la javelina, encara que la classe de javelina coneguda com a pílum va ser sempre característica dels cossos de legionaris. Goldsworthy assenyala que el pes final dels equips dels dos cossos era més o menys el mateix. Les diferències existents en les armadures es devien a raons no militars: els legionaris, com a de cos superior socialment, optaven per posar de manifest aquesta superioritat mitjançant l'obtenció d'armadures més cares i impressionants. Quan al segle iii es va concedir la ciutadania a tots els peregrini, els legionaris van perdre aquesta superioritat social i desaparèixer la lorica segmentata i l'escut rectangular.

### Rol en el combat
Les cohorts auxiliars (a excepció de les unitats especialitzades) estaven compostes per infanteria pesant que lluitava a primera línia de combat al costat de les legions. No hi ha proves que siguin certes les afirmacions de Vegeci, en el sentit que els auxiliae entressin en combat abans o després que les legions. Del que sí que existeix evidència és que, durant la batalla, els comandants situaven als auxiliars en els flancs i als legionaris al centre, com ara tenim la batalla de Watling Street (60), batalla que va suposar la derrota definitiva dels rebels britans liderats per la reina Boudica. Aquesta manera d'organitzar l'exèrcit era heretat dels temps de la República Romana, durant els quals els alae llatins ocupaven aquesta mateixa posició en la batalla.

### Autonomia
Normalment es assignava un regiment d'auxiliars a una legió perquè la donés suport en les seves operacions militars, en l'alt comandament, el praefectus quedava subordinat al legatus legionis (comandant de la legió). El període en què tots dos cossos estaven junts podia ser molt llarg. Per posar exemple, les vuit cohorts d'auxiliars Batavia que es van adjuntar a la Legió XIV Gemina romandre amb ella 26 anys, des de la invasió a Britànnia de l'any 43 fins a l'guerra civil l'any 69. El nombre de regiments auxiliars adjunts a una legió depenia de les peticions realitzades pel legatus Augusti (governador de la província on la legió estava estacionada) o per l'emperador de Roma.
Tanmateix, el fet que els regiments auxiliars quedaran subordinats a una legió no significava que no se'ls permetés iniciar una campanya de manera independent, és a dir, sense el suport de les legions. De fet, la pràctica absència de cavalleria era el que impedia a les legions iniciar una campanya pel seu compte i sense auxiliars, pitjor no passava així a la inversa. Com a exemple tenim les campanyes dutes a terme durant el govern de Publi Ostori Escapula a la província de Britànnia contra la tribu dels icens (47), o el rescat dels Brigants i el seu líder Cartimandua (52). La Columna de Trajà representa les principals escenes de 20 grans batalles, de les quals en 19 participen els auxiliars i en 12 sols, sense legionaris.

### Paper estratègic
Els campaments de legionaris estaven situats en algunes províncies molt lluny de la frontera, com durant la conquesta de l'illa de Britànnia, on les principals bases de legionaris es trobaven en Chester i York, a 100 km del Mur d'Hadrià, que delimitava la frontera romana de l'illa. No obstant això, en altres províncies, com en el Danubi (Ratisbona, Viena i Budapest), les legions s'estacionaven just a la frontera. A la Gran Bretanya, la direcció de la guerra va quedar en mans dels auxiliars, tot i que també és probable que en els destacaments fronterers visquessin no només els auxiliars, sinó també alguns cossos de legionaris.
En conclusió: no van existir diferències significatives entre la formació, equip, qualitat i paper en el combat o en l'estratègia de la infanteria de les legions i els seus homòlegs auxiliars. La cavalleria auxiliar era molt superior a la legionària, ja que aquesta no estava pensada per combatre. D'altra banda, les legions no tenien del tot d'arquers o altres formacions lleugeres, comuns entre els auxiliars.
En moltes ocasions s'ha plantejat la qüestió de si era possible que les legions provincials es mantinguessin en actiu durant molt de temps a causa del problemàtic del reclutament en zones amb pocs ciutadans. Mattingly dubte que a Gran Bretanya, on residia una població de 50.000 ciutadans romans, és possible que es cobrissin les necessitats de les tres legions estacionades a la província, que requerien 600 reclutes anuals. No obstant això, és probable que després de la revolta dels bataus, els emperadors opten per establir colònies a les províncies més inestables. Així, es garantia la seguretat nacional al poder reclutar amb relativa rapidesa cossos militars plenament lleials.

## Estructura i organització

### General
El quadre següent mostra l'establiment oficial d'efectius auxiliars a finals del segle ii. No obstant això, la veritable força dels auxiliars, el nombre variava contínuament, estava basada en l'eficàcia dels reclutaments efectuats al llarg de l'imperi.
| Unitat                           | Servei                        | Comandant          | Subcomandant                  | Nº de subunitats    | Força de les subunitats | Força de les unitats    |
| -------------------------------- | ----------------------------- | ------------------ | ----------------------------- | ------------------- | ----------------------- | ----------------------- |
| Ala quinquagenaria               | Cavalleria                    | praefectus         | Decurió                       | 16turmae            | 30 (32)                 | 480 (512)               |
| Ala milliaria                    | Cavalleria                    | praefectus         | Decurió                       | 24turmae            | 30 (32)                 | 720 (768)               |
| Cohors quingenaria               | Infanteria                    | Praefectus*        | Centurió                      | 6centuriae          | 80                      | 480                     |
| Cohors milliaria                 | Infanteria                    | tribunus militum** | Centurió                      | 10centuriae         | 80                      | 800                     |
| Cohors equitativitat quingenaria | Mixt: infanteria / cavalleria | Praefectus         | Centurió (inf) Decurió (cab)  | 6centuriae 4turmae  | 80 30.                  | 600 (480 inf/120 cab)   |
| Cohors equitativitat milliaria   | Mixt: infanteria / cavalleria | Tribunus militum** | Centurió (inf) Decurió (cab)) | 10centuriae 8turmae | 80 30                   | 1,040 (800 inf/240 cab) |

*  El tribunus militum manava a les cohorts romans originals.

**  El praefectus liderava les cohorts milliariae reclutades entre els tungres i els bataus.
NOTA: Hi ha un debat al voltant a la mida de les turmae, encara que es creu que estaven formades per 30/32 homes. Trenta soldats era la mida d'una Turma republicana de cavalleria i d'una Cohors equitativitat d'auxiliars de l'època augusta era de 30 homes. D'altra banda, hi ha les declaracions de Flavi Arrià, que fixa la mida d'una ala en 512. Prenent com veraços els escrits de Arrià, una Turma d'un ala constaria de 32 homes.

### Reclutament, rangs i salari
Són escasses les proves trobades sobre els rangs i salaris dels soldats auxiliars, encara que més nombroses que les dels seus homòlegs legionaris. Les dades disponibles poden resumir-se en la següent taula:

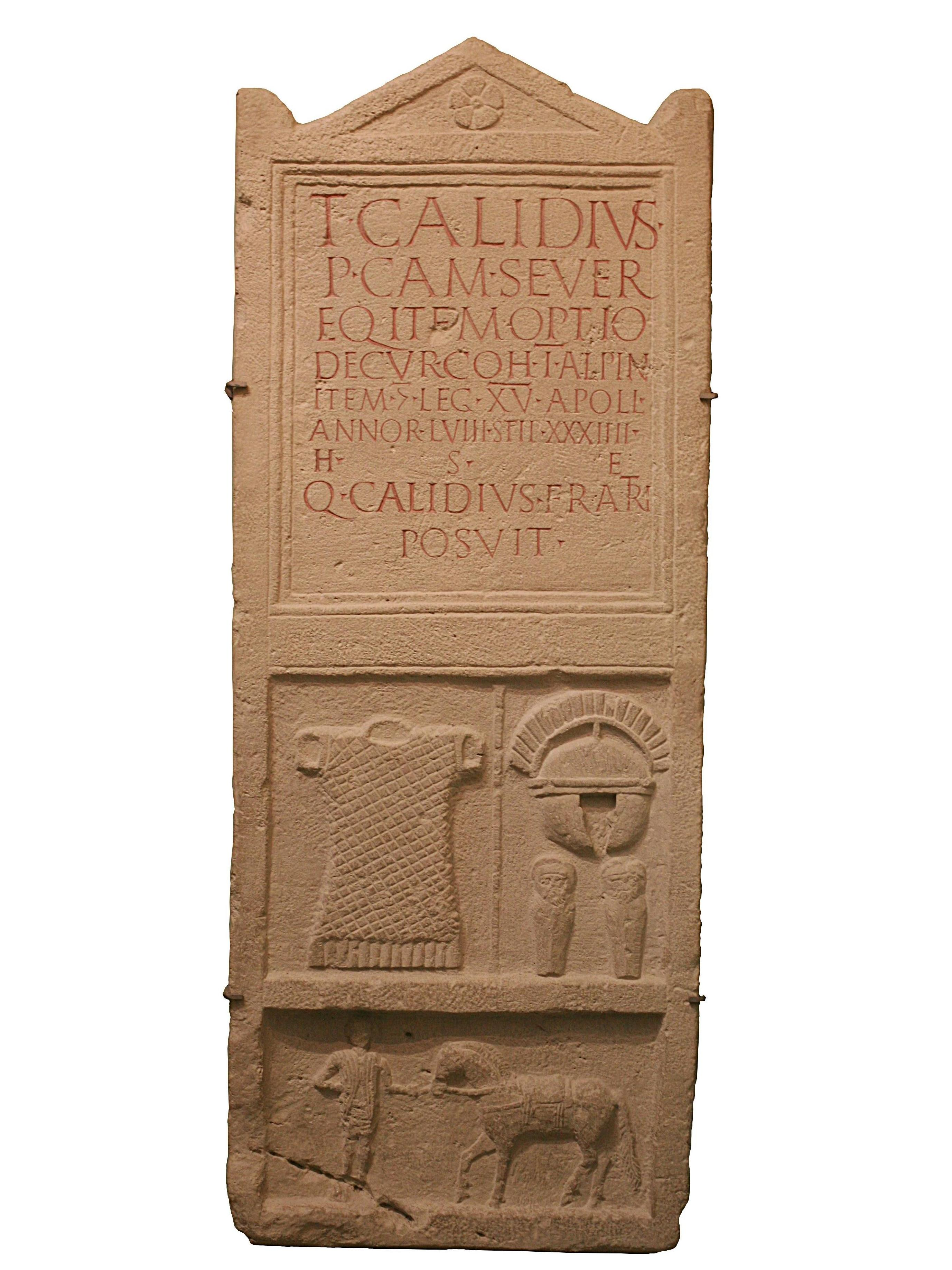
Làpida de Tit Calidio Sever, auxiliar romà pertanyent a la tribu romana Camilio. Ascendir des del lloc de eques (genet) de decurió de la Cohors I Alpinorum, regiment reclutat a l'oest dels Alps. Posteriorment Sever passaria a servir en una legió (després d'obtenir la ciutadania romana després de 25 anys de servei) i va ser nomenat centurió de la Legió XV Apollinaris. Va morir a l'edat de 58 anys, després de 34 anys de servei. Noteu els gravats de la seva armadura i les decoracions del seu cavall, distintius dels decurions. La història de Sever mostra que de vegades, després de 25 anys de servei, els auxiliars es sumaven a les legions. Aquest monument va ser erigit pel seu germà, Q. Calidio. Carnunt, Àustria.

| Proporció de salaris     | Rangs de les cohorts d'infanteria (ordre ascendent) | Quantitat (denaris) | Rangs de les alae (ordre ascendent)      | Quantitat (denaris) |
| ------------------------ | --------------------------------------------------- | ------------------- | ---------------------------------------- | ------------------- |
| 1                        | Pedes                                               | 188                 | Gregalis                                 | 263                 |
| 1,5 (sesquiplicarii)     | Tesserarius                                         | 282                 | Sesquiplicarius                          | 395                 |
| 2 (duplicarii)           | Signifier optio vexillarius                         | 376                 | Signifier ¿curator? Vexillarius          | 526                 |
| 2,5-5* (triplicariietc.) | Centurio Centurio princeps ¿beneficiarius?          | 470-940             | Decurió Decurió princeps ¿beneficiarius? | 658-1315            |
| 50                       | praefectus                                          | 9.400               | praefectus                               | 13.150              |

*  Partint que els salaris dels oficials eren equivalents als de l'exèrcit romà tardà.

#### Caligati
A l'extrem inferior de la piràmide jeràrquica de l'exèrcit romà es trobaven els soldats ordinaris, els pedes (soldats rasos d'una cohort), els eques (genets de les Cohors equitativitat) i els gregalis (genets dels alae).
En els temps immediatament posteriors a la institució de les tropes auxiliars com a unitat, els romans reclutaven a aquest tipus de regiments entre els peregrini romans, els ciutadans de segona classe que habitaven dins de les fronteres de l'imperi. Quan es va iniciar el reclutament d'auxiliars entre tribus natives, es batejava als regiments amb el nom del seu poble de procedència. Posteriorment, quan el regiment s'estaciona a una província, obtenia la major part dels seus nous reclutes entre els provincians, en detriment dels estrangers originals. D'aquesta manera van perdre els auxiliars seva identitat ètnica distintiva. Per tant, el nom de les unitats auxiliars va perdre sentit i va esdevenir una mera curiositat, encara que alguns dels seus membres podrien haver heretat noms estrangers dels seus avantpassats veterans. Malgrat tot, els diplomes i inscripcions que s'han trobat de l'època demostren que algunes forces seguir reclutant homes en els seus territoris d'origen, per exemple, els auxiliars de Britànnia continuar reclutats entre el poble dels bataus. Les principals fonts de reclutament es van mantenir en les província de Rètia, Pannònia, Mèsia i Dàcia. S'han trobat a la Gran Bretanya proves que alguns regiments comptaven amb soldats internacionals.
Pel que sembla, els regiments auxiliars van comptar també amb la contractació de ciutadans romans; probablement fills de veterans d'aquest cos que decidien seguir els passos dels seus pares. Aquests descendents de veterans s'allistaven als auxiliae amb l'objectiu de prosperar en una unitat en què era molt més fàcil ascendir que a les legions. Tant és així, que alguns legionaris demanaven el trasllat de les legions als auxiliae.
Menys clara hi ha la qüestió que es reclutara de forma regular als barbari (persones que vivien fora de les fronteres de l'imperi, als que els romans anomenaven bàrbars). Actualment s'ha arribat al consens que ho van fer, encara que hi ha molt poques proves anteriors al segle iii, a més que els primers diplomes daten de 203, data molt propera l'any 212, quan l'Edicte de Caracal·la va concedir la ciutadania a tots els peregrini. A partir del segle iii van aparèixer de manera regular regiments auxiliars reclutats exclusivament entre els bàrbars. Per exemple, l'Ala Sarmatarum I i el Numerus Hnaufridi.

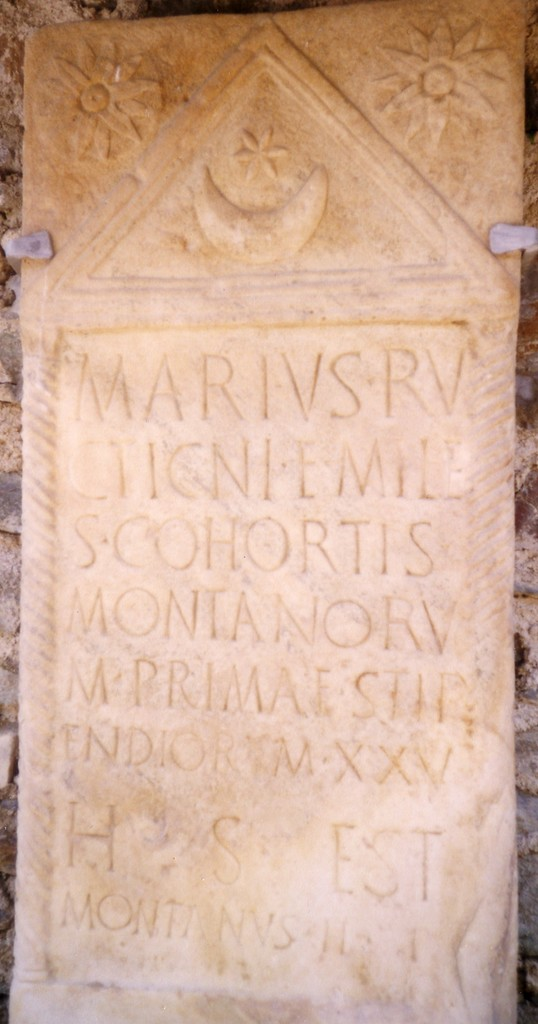
Làpida de Mario, fill de Ructicno, un soldat auxiliar la carrera va ser menys reeixida que la del seu pare. Mai va pujar del lloc demilles (soldat ordinari) en 25 anys de servei amb el seu regiment, laCohors I Montanorum (reclutada originalment a la província de Rètia i en els Alps Julians). No pot desposseir dels seus noms tribals, ja que causa de la seva mort en l'últim any del termini requerit, mai va rebre la ciutadania romana. Aquest monument va ser erigit en el segle I per la seva hereu. Caríntia, Àustria.

Pel que fa al sou, hi havia també una jerarquia entre les classes de tropes auxiliars, de les quals la cavalleria era el cos més ben pagat. Recents estimacions han determinat que sota el regnat d'August, els pagaments anuals s'estructuraven de la següent manera: 
- Els eques Alaris (gregalis) rebien 263 denaris
- Els eques cohortalis rebien 225 denaris
- Les Cohors ordinàries rebien 188 denaris.[105]

Pel que sembla, van existir les mateixes diferències salarials durant el regnat de Domicià (81 - 96). No obstant això, Goldsworthy puntualitza que la hipòtesi que les taxes salarials eren comuns en províncies i unitats no està comprovada, i que és probable que els sous fossin més alts en l'elit de la jerarquia auxiliar, com és el cas dels alae singularium, les cohorts Batavorum o unitats especialitzades, com els sagitaris.
Els sous les pedes cohortalis auxiliars poden comparar als dels legionaris de la manera:
| Remuneració                | Legionarios c. 100 quantitat (denaris) | Legionarios c. 100 anual (després de 25 anys) | XXX | Auxiliars c. 100 quantitat (denaris) | Auxiliars c. 100 anual (després de 25 anys) |
| Stipendium (salari)        | 225 p.a.                               | 225                                           |     | 188 p.a.                             | 188                                         |
| Donatiu (recompenses)      | 75 cada tres anys                      | 25                                            |     | No hi ha proves                      |                                             |
|                            |                                        |                                               |     |                                      |                                             |
| Total de pagaments anuals  |                                        | 250                                           |     |                                      | 188                                         |
|                            |                                        |                                               |     |                                      |                                             |
| Deducció: Dinar            |                                        | 60                                            |     |                                      | 60                                          |
| Deducció: Equipament       |                                        | C. 50                                         |     |                                      | C. 50                                       |
|                            |                                        |                                               |     |                                      |                                             |
| Estipendi final            |                                        | 115                                           |     |                                      | 78                                          |
|                            |                                        |                                               |     |                                      |                                             |
| Praemia (recompensa final) | 3.000                                  | 120                                           |     | No hi ha proves                      |                                             |

El sou brut dels soldats romans estava subjecte a deduccions per l'alimentació, la roba i el fenc (deducció exclusiva dels soldats muntats). No és clar si el cost de l'armadura i les armes també era deduït o si era sufragat per l'exèrcit. Després de les deduccions pertinents, els soldats auxiliars rebien un sou de 78 denaris, quantitat suficient per adquirir els aliments que necessitava un adult mitjà durant un any. L'any 84, Domicià va augmentar el sou base dels legionaris en un 33% (de 225 a 300 denaris): augment similar al que van rebre els auxiliae, que ara rebien 140 denaris. El fet que els soldats estiguessin exempts de l'impost de capitació (capitatiu), que no pagaran lloguer (residien a les casernes o els campaments), aliment, roba o equip (les despeses sufragava l'exèrcit) i que la majoria procedissin de famílies camperoles que vivien de l'agricultura de subsistència, va fer que el sou que percebien els soldats en l'exèrcit es tornés molt atractiu. Aquests sous podien gastar en activitats d'oci, d'enviar a les seves famílies o simplement guardar per a la jubilació.
No hi ha proves que els auxiliae rebessin bonificacions en efectiu (donatiu) quan un nou emperador era al tron, com sí que ocorria en el cas dels legionaris. Tot i que irregulars, aquests pagaments (75 denaris cada vegada per als legionaris ordinaris) es produïen cada set anys i mig a principis del segle i i cada tres en èpoques posteriors. Duncan-Jones ha suggerit que elsdonatiues comencessin a pagar als auxiliae a partir del regnat d'Hadrià, el que explica el gran creixement de sou que va experimentar aquest cos durant aquesta època. En acabar els seus 25 anys de servei, els legionaris rebien una gran bonificació de 3.000 denaris (praemia), equivalent a 10 anys del seu sou després de l'augment salarial de l'any 84, que els permetia comprar una bona porció de terreny. Segons sembla, el praemia que rebien els auxiliars era la concessió de la ciutadania romana, que comportava importants exempcions fiscals. Duncan-Jones suggereix que és probable que sí que es pagués una bonificació en efectiu als auxiliars.

#### Principals iuniores
En l'exèrcit romà es coneixia als oficials amb el nom de principals, rang per sobre del de centurió, cap d'una centuriae d'una cohort. Entre els legionaris de les centuriae hi havia una sèrie de suboficials:
- El vexillarius, cap d'una companyia.
- El optio, suboficial que servia de lloctinent al centurió de cada centúria.
- El signifier, suboficial encarregat de portar el signum o ensenya de cada centúria.
- El tesserarius , soldat de l'exèrcit romà, amb la categoria de miles Principalis, que s'encarregava a cada centúria d'una legió o una unitat auxiliar, de les tasques de seguretat, especialment de conèixer i fixar la Tessera o contrasenya de cada dia.

En les turmae de les Cohors equitatae i en les alae, el segon al comandament del decurió era probablement conegut pel nom de curator, responsable dels cavalls.
Igual que en les legions, els joves principals i alguns soldats especialitzats dels regiments es classificaven en dos grups:
- Els duplicarii, soldats als quals es pagava el doble.
- Els sesquiplicarii, soldats als quals es pagava el sou base o la meitat d'aquest.

Aquests càrrecs poden comparar en funció dels nivells salarials amb els actuals de Caporal i sergent.
A més dels efectius militars, els regiments comprenien soldats especialitzats integrats en les files dels duplicarius o els sesquiplicarius o amb la condició demilites immune («soldats eximits», és a dir, exempts de les funcions ordinàries). Entre aquests soldats especialitzats es trobaven:
- El medicus, home encarregat de vetllar per la salut dels soldats.
- El veterinarius, metge veterinari a càrrec de la cura dels cavalls, els animals i el bestiar.
- El custodi armorum, encarregat de l'arsenal.
- El cornicularius, soldat encarregat del registre i paperassa del regiment.

#### Principals Seniores
En comparació amb els centurions de les legions, poc es coneix sobre els centurions i decurions auxiliars. Les proves existents mostren que les dues classes d'oficials eren soldats nomenats directament pel comandant-homes procedents de l'aristocràcia provincial-o ascendits a aquests càrrecs des de les files de legionaris i auxiliars rasos. Sota el regnat de la Dinastia Júlio-Clàudia, la divisió entre centurions i decurions era similar a l'existent entre els ciutadans i els peregrini. En èpoques posteriors, aquests càrrecs serien gairebé exclusius dels ciutadans romans a causa del predomini de la ciutadania en les famílies amb tradició militar. La manera com els centurions i decurions ascendien a aquests llocs des de les files ha estat comparada a la manera en què ho fan els oficials amb funcions de sergent en els exèrcits moderns. No obstant això, aquesta comparació subestima el rol social de decurions i centurions, així com les seves funcions, no només militars, sinó també administratives. Els moderns rangs de capità i major o comandant són més semblants.
No se sap amb certesa el sou estipulat per centurions i decurions, encara que sí que se sap que aquest excedia en més del doble al d'un miler.
A diferència del legatus legionis (oficial que tenia al seu càrrec a sis Tribuni militum i a un praefectus Castrorum), el praefectus auxiliar no sembla haver tingut suport per part de suboficials militars, a excepció del beneficiarius ("adjunt"), que podria ser el segon al comandament del prefecte si aquest càrrec fos ordinari i no un simple nomenamentad hocrealitzat per a una tasca específica. El praefectus també comptava en el seu estat major amb el vexillarius del regiment (portador de l'estendard de la unitat) i el còrnic (portador de la banya-instrument de música per a donar ordres-de la unitat).

#### Praefecti
Sembla que a principis del segle ii, la majoria dels prefectes auxiliars eren encara d'origen itàlic, tot i que aquest poble suposava per aquesta època una petita proporció dels reclutes legionaris. Tots els prefectes eren membres de l'ordo equester, ja fos per naixement, per assolir l'estat econòmic requerit (100.000denarii, l'equivalent a 400 anys de salari brut per a un Alarisauxiliar) o per promoció militar. Aquests últims eren centurions primus pilus, rang que normalment es lliurava als membres de l'ordre eqüestre després d'un any de servei.
Els equitativa per naixement solien iniciar el servei militar aproximadament a l'edat de 30 anys. En els auxiliae, els comandaments militars es exercien en una sèrie d'intervals de 3 o 4 anys: prefecte d'una Cohors auxiliar,tribunus militum i prefecte d'un ala auxiliar. Sota el regnat de l'emperador Hadrià, es va afegir un excepcional comandament de quart grau, prefecte d'una ala milliaria. Igual que els oficials de rang senatorial, els membres de l'ordre eqüestre abandonaven l'exèrcit després de deu anys de servei a fi de tractar de llaurar una fructífera carrera pública. D'altra banda, els homes no pertanyents a l'ordre senatorial o eqüestre continuaven en l'exèrcit molt més temps, arribant a llocs privilegiats dins de les diferents unitats i províncies. Al segle iii, els prefectes auxiliars eren exclusivament funcionaris de carrera.
S'ha estimat que el sou d'un praefectus d'un regiment auxiliar a principis del segle ii era cinquanta vegades més gran al d'un miles (soldat ras). La raó de l'enorme bretxa entre les parts superior i inferior de la piràmide militar romana es devia al fet que la societat romana estava encara molt subjecte a les diferències entre les diferents classes socials. Un praedectus no era només un funcionari d'alt nivell, sinó un ciutadà romà (al càrrec de destacaments d'homes que no ho eren) membre del ordo equester, un aristòcrata. L'abisme social existent entre el praefectus i el soldat peregrinus era immens, i la diferència entre els sous dels dos reflectia aquest fet.

### Unitats especials
Durant el període republicà, les unitats especials dels cossos auxiliars romans es limitaven als foners balears, als arquers cretencs i la cavalleria lleugera númida. Aquestes unitats continuarien formant part dels auxiliae al segle ii, encara que ja s'haurien afegit algunes noves:

#### Sagitaris
Els sagitaris formaven el cos d'arquers de l'exèrcit romà (Sagittaen llatí vol dir 'sageta'). Al segle ii hi havia vuit contingents d'alae sagittariorum (arquers muntats), 18 de cohortes sagittariorum (arquers a peu) i sis de cohortes sagittariorum equitatae (cos format per una força mixta d'arquers a peu i muntats). Aquestes 32 unitats comprenien en total prop de 17.600 arquers, dels quals la majoria eren d'origen sirià i només un regiment, la Cohors I Cretum Sagitta. eq., era d'origen cretenc, poble que tradicionalment havia subministrat arquers a Roma en temps de la República. D'aquests 32 regiments de sagitaris registrats a mitjans del segle ii, tretze eren d'origen sirià, set d'origen traci, cinc procedents d'Àsia Menor, un d'origen cretenc i la resta d'origen desconegut.
A la Columna de Trajà hi ha tres diferents classes d'arquers:
- Amb cuirassa, casc de forma cònica i capa.
- Sense armadura, gorra de tela cònica, llarg i armilla llarg.
- Equipats de la mateixa manera que els habituals d'infanteria auxiliars.

Les dues primeres classes d'arquers eren probablement d'origen sirià i la tercera d'origen de traci.
No és segur que tots els contingents de sagitaris estiguessin formats exclusivament per arquers. Algunes unitats d'aquest tipus, a més de portar arcs, estaven equipades de la mateixa manera que les alae i cohorts ordinàries. De fet, seria sorprenent que les unitats regulars mancaren del tot d'arquers, com que això les limitaria en gran manera la capacitat per dur a terme operacions independents. A més, les proves són ambigües, ja que no només mostren a alguns regiments de sagitaris portant altres classes d'armes, sinó també a classes d'unitats que no eren sagitaris portant arcs.

#### Equites Maurorum
Els equites maurorum formaven el cos de cavalleria lleugera de l'exèrcit romà (equites significa 'genets' en llatí). Els equites, que provenien majoritàriament de la província de Mauritània (regió procedent de la fusió dels territoris provincials de Mauritània i Numídia), formaven part del poble dels Mauri (paraula llatina de la qual es deriva el mot «moro»). Aquest poble és l'avantpassat dels moderns amazics del nord d'Àfrica. A la Columna de Trajà es representa als genets Mauri cavalcant amb el pit nu, controlant el cavall gairebé sense esforç i sense portar cap mena d'armadura, només una simple túnica. La classe d'armes que portaven no pot discernir de forma clara a causa de l'erosió de la columna, encara que es creu que portaven llances d'una curta longitud. Els genets són representats amb cabell llarg en rastes. No està del tot clar quina proporció de cavalleria mora formava parts dels auxiliae regulars en contraposició als barbari, unitats irregulars aliades.

#### Funditores
Els funditores integraven el cos de foners de l'exèrcit romà (funda vol dir fona en llatí), tot i no figurar en les llicències militars que s'han trobat. Els funditores sí que apareixen, però, en la Columna de Trajà, en la qual els representa desarmats i portant una túnica curta. Porten una bossa tancada, encara que oberta a la part frontal, per tal que poguessin donar els seus projectils (glands). Sembla que almenys un contingent de funditores va participar en les Guerres Dàcies.

#### Contarii
Els contarii formaven el cos de llancers de l'exèrcit romà (contusa és el nom utilitzat en llatí per fer referència a una llança llarga i pesant). A partir del segle ii figuren com una unitat especial formada per cavalleria pesant coberta de cap a peus per una Armadura. El seu nombre va augmentar considerablement a partir del segle iii. Entrenada i armada a imatge i semblança dels genets sàrmates i parts, a aquest tipus d'unitat se la coneixia sota els noms de contarii, cataphractarii i clibanarii . Al costat de les noves unitats d'arquers muntats lleugers, els contarii estaven ideats per contrarestar les tàctiques militars de l'Imperi Part, els exèrcits estaven formats principalment per cavalleria. Les tàctiques de combat dels parts consistien a afeblir i trencar la línia defensiva romana i després desbandada l'exèrcit mitjançant una càrrega de cataphractarii. Les úniques unitats especials de cavalleria pesant que figuren en els registres del segle ii són l'ala Ulpia contariorum I i la I ala Gallorum et Pannoniorum cataphractaria, estacionades, respectivament, en Pannònia i Mèsia Inferior, encara que es creu que hauria d'haver hagut diversos regiments com aquests ubicats a l'est.

#### Singulars
Els singulares eren les unitats de cavalleria instituïdes per tal de servir com a escorta imperial (singuli en llatí significa «adjunt a una persona»). Des del regnat de l'emperador August, que feia servir com a guardaespatlles a soldats d'origen germànic, els Germani corpore custodes, els emperadors havien usat com a guàrdia personal a soldats oriünds de l'exterior de les fronteres de l'imperi, probablement perquè consideraven que no podien ser subornats per les seves rivals al tron imperial. No obstant això, quan el cos de guardaespatlles germànics va ser abolit per l'emperador Galba l'any 69, va ser reemplaçat pels equites singulars Augusti (literalment cavalleria personal de l'emperador), cos militar integrat pels millors genets dels auxiliae, dels quals la majoria eren Batavia. Aquesta era l'única unitat de la Guàrdia Pretoriana reclutada entre no ciutadans i, encara que en els seus començaments havien estat instituïdes com unaala liar (720 homes), els regiments de equites singulars Augusti havien crescut constantment fins a comptar amb 2.000 homes a finals del segle ii. Quan els emperadors feien les seves gires per províncies o encapçalaven les seves campanyes, els portaven sempre a sobre. Sembla que després d'algunes campanyes, els destacaments desingulareses quedaven permanentment estacionats a les províncies a manera dalae regulars, encara que conservaven el prestigiós títol i la reputació dels de singulares. Com a exemple tenim lA
la I Flàvia singularium, acantonada a Rètia a mitjans del segle ii. A la Columna de Trajà són fàcilment identificables, ja que apareixen sempre acompanyant a l'emperador. El monument els mostra sense estar vestits per a la batalla, ja que no fan servir cuirassa, encara que sí roba de marxa (túnica i mantell).

#### Dromedarii
Els dromedarii eren unitats muntades en camell. En els registres només s'ha trobat l'existència d'una a mitjans del segle ii, l'ala I Ulpia dromedariorum milliaria, estacionada a Síria. No obstant això, es creu que es van reclutar més per tal que patrullaven els deserts d'Aràbia i del nord d'Àfrica.

#### Exploratores
Els exploratores eren les unitats de reconeixement de l'exèrcit romà. Hi ha dos exemples de regiments d'aquesta classe d'unitat acantonades a Britànnia a mitjans del segle iii: Habitanco i Bremenio (ambdós noms de fortes), encara que poc es coneix sobre elles.

#### Cavaller romà cohortals
La teoria tradicional dels historiadors, exposada per G. L. Cheesman, afirmava que les Cohors equitativitat estaven formades només per infanteria muntada en cavalls de mala qualitat. Els integrants d'aquesta classe d'unitat acudien al camp de batalla a cavall, però després desmuntaven per combatre. Tanmateix, aquesta opinió està desacreditada en l'actualitat, doncs, encara que és evident que els equites cohortals no eren equiparables en qualitat a les equites alars (d'aquí la seva menor remuneració), hi ha proves que en el camp de batalla lluitaven de la mateixa manera que ells i de vegades, al seu costat, a més portaven la mateixa classe d'armes i armadura.

### Unitats irregulars
S'han trobat proves que daten de dates del període del  Principat Romà , que demostren l'existència d'una minoria ètnica d'unitats compostes per barbari i desvinculades de l'organització auxiliar ordinària. En certa manera, aquest tipus d'unitat era una simple evolució de l'antic sistema de clientela de temps de la República, que consistia en l'existència d'una sèrie de regiments ad hoc subministrats a Roma per a les seves campanyes en nom dels reis clients de l'imperi. Tanmateix, quan acabaven aquestes campanyes, alguns d'aquests contingents de soldats romanien al servei de Roma mantenint el lideratge, vestimenta, equip i organització que els caracteritzaven. Aquesta classe d'unitat era coneguda pels romans amb el nom de socii («aliats») o Foederatio. No obstant això, a causa de l'escassetat de proves, no sabem molt sobre aquesta classe d'unitat.
Els foederatii són reflectits per primera vegada en la Columna de Trajà (ja que durant les Guerres Dàcies diverses tribus van donar suport als romans i van lluitar al seu costat), on se'ls mostra com homes forts, amb els cabells llargs i barba, descalços i despullats fins a la cintura. Usaven uns pantalons llarg subjecte per un ampli cinturó. No obstant això, pel fet que en la Columna de Trajà només està representada una classe de barbari, el vestit i les armes que hi exhibeixen no té per què ser representatiu i va poder haver variat en gran manera en funció de la seva població d'origen. Partint de la freqüència amb què els Foederatio figuren en les recreacions de batalles presents en la Columna, es creu que aquesta mena d'unitat degué ser molt important en les operacions militars que van realitzar els romans en el territori de Dàcia. Un exemple de regiment de foederatii van ser els 5.500 genets sàrmates enviats per l'emperador Marc Aureli (161-180) a reforçar la Muralla d'Hadrià després de la seva derrota a les Guerres romano-germàniques.

### Noms, títols i condecoracions

#### Noms dels regiments
La nomenclatura de la majoria dels regiments auxiliars seguia una configuració estàndard: tipus d'unitat, seguida pel nombre que expressava l'ordre en què van ser reclutats, seguida pel nom de la tribu o nació de peregrini entre la qual van ser reclutats a genitiu plural, per exemple, la Cohors III Batavorum (tercera cohort dels bataus) o la Cohors I Brittonum (primera cohort dels Briton). Alguns regiments combinaven els noms de dos tribus de peregrini, probablement resultat de la fusió de dos regiments independents, per exemple, l'ala I Pannoniorum et Gallorum (primer ala dels Pannònia i els gals). Una minoria de regiments es nomenaven en honor d'una persona, per exemple, l'ala Sulpícia (probablement anomenada així en honor d'un romà pertanyent a la gens Sulpícia). Aquest últim cas es produïa també en els pocs regiments que no tenien nombre de sèrie.
A més, hi havia una classe de regiments, que es reclutaven en situacions d'emergència (la majoria durant la Revolta Il·líria), el nom reflectia la finalitat de la seva contractació. L'exemple més conegut d'aquesta classe d'unitat és el Civium Romanorum, el nom indica que es tractava de regiments compostos per ciutadans romans reclutats durant la Revolta d'Il·líria (6 - 9).

#### Títols
Els regiments podien ser recompensats pel seu servei amb la concessió d'un títol honorífic. El millor considerat entre les tropes era el prestigiós títol de Civium Romanorum, que concedia a tots els homes integrants del regiment la ciutadania romana (encara que no als seus successors). El regiment conservava el títol de Civium Romanorum a perpetuïtat. Un altre títol important era la concessió al regiment del nom de la gensde l'emperador.
Un títol semblant era el que es donava a les legions pel compliment del seu deure i la seva lleialtat, el pròpia fidelis.

#### Condecoracions
L'exèrcit romà concedia als legionaris pel seu valor una gran varietat de condecoracions individuals (dona): el fins pura, una llança en miniatura, el phalerae, que era un gran disc fet de plata o bronze que es posava a la cuirassa, el armillae, una polsera que portava al canell, i el torque, que era un collaret que els soldats portaven al voltant del coll. La recompensa militar de més prestigi era la concessió de la Coronae (corona), de les quals la més prestigiosa era la  corona cívica , una corona feta de fulles de roure que es concedia per salvar la vida d'un ciutadà romà en batalla. Un altre premi molt valuós va ser la corona muralis, una corona d'or que s'adjudicava al primer home que saltava les muralles d'una fortalesa enemiga. Aquesta condecoració es concedia en molt poques ocasions, ja que l'home que primer saltava les muralles de l'enemic poques vegades sobrevivia.
No hi ha proves que els soldats auxiliars rasos rebessin condecoracions individuals, encara que els oficials auxiliars sí que ho feien. En comptes d'això, les condecoracions es concedien a la totalitat dels regiments auxiliars. Amb el pas dels anys, alguns regiments acumulaven una llarga llista de títols i condecoracions, per exemple, la Cohors I Brittonum Ulpia torquata pròpia Fidelis Civium Romanorum.

## El dia a dia dels auxiliars

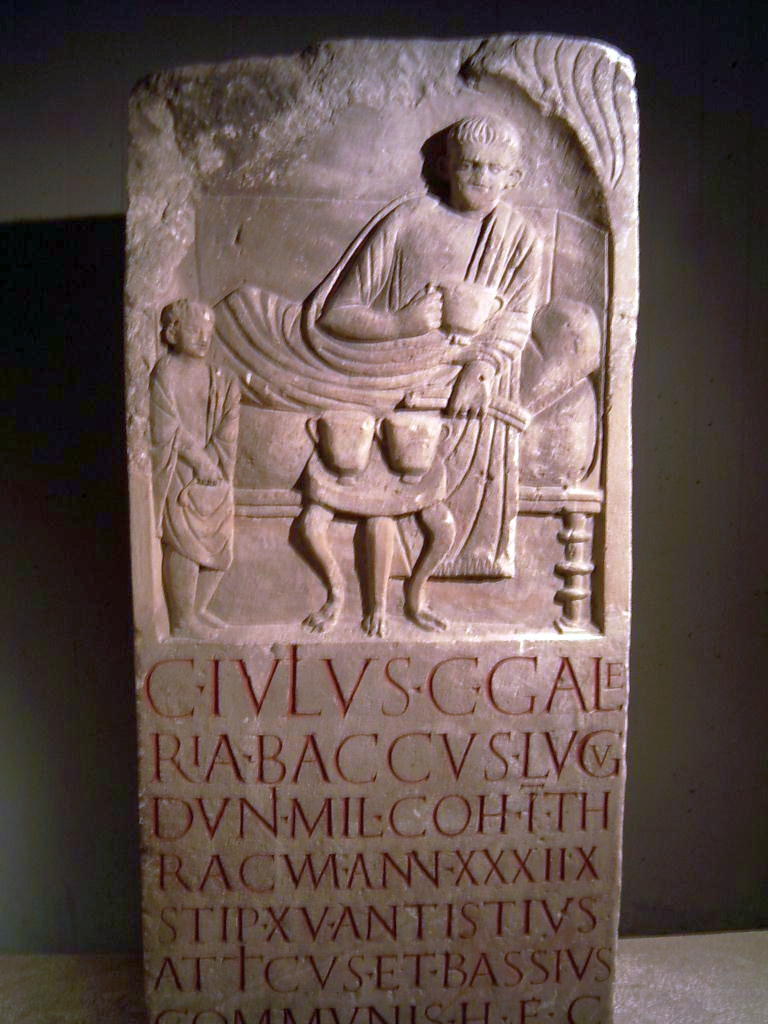
Làpida del soldat ras auxiliar Gai Juli Baso, oriünd de Lugdúnum (Lió, França). Va morir a l'edat de 38 anys, després de 15 anys de servei. En vista de la seva inacabat servei, Baso va poder haver estat un ciutadà romà de naixement. El seu regiment era la Cohors II Thracum i ell era encara un miles (soldat ras) quan va morir. A diferència d'altres làpides de militars, Baso, a la seva, no està en un posat activa, sinó que se'l veu gaudint d'un vi a casa amb els amics, que és com aquests volien recordar. Römischer-Germanischer Museum, Colònia, Alemanya.

Els soldats professionals del Principat, legionaris i auxiliars, passaven en combat una petita part de les seves carreres militars. La major part dels seus dies de servei transcorrien marcats per una sèrie de tasques rutinàries tant militars com no militars. Això, al costat de la vida social i privada dels soldats, ha estat virtualment ignorat pels historiadors contemporanis, com Tàcit i Dió Cassi. No obstant això, troballes de l'arqueologia moderna realitzats en excavacions properes a antics forts romans han llançat llum sobre aquest tema oblidat.
Fins al descobriment de les tauletes de Vindolanda a finals de la dècada de 1970, la major part de la informació existent sobre la vida quotidiana dels auxiliars romans es trobava en papirs trobats a Egipte. No obstant això, la informació dels auxiliae que contenien aquests papirs estava reduïda a les unitats estacionades a Egipte i Orient. Les làpides de Vindolanda, d'altra banda, contenen dades concernents als soldats auxiliars de les províncies nord-occidentals de l'imperi, de manera que completen moltes de les llacunes d'informació anteriors.
Les làpides són una sèrie de cartes i de recordatoris escrits en relleu sobre taules de fusta i referents a oficials de tres regiments auxiliars procedents de la província de Germania inferior i que es van anar succeint en les fortificacions de Vindolanda, al nord d'Anglaterra. Daten del període comprès entre els anys 85 i 122, abans de la construcció del Mur d'Hadrià.
L'escassetat de proves que ens han arribat es deu a la seva descomposició, i no a la manca de documentació escrita existent en l'exèrcit romà. Les que han sobreviscut donen mostres que l'exèrcit romà estava molt burocratitzat. Fins i tot els assumptes menors, com quan els soldats rasos informaven per escrit de les seves sortides al seu praefectus (commeatus). Les proves trobades han demostrat que es mantenia un registre individual de cada un dels soldats. Del descobert en Vindolanda, es dedueix que una guarnició mitjana, com l'estacionada a la Gran Bretanya, generava per si mateixa milions de documents, dels quals només ha sobreviscut una petita part.
Els documents que ofereixen una informació més detallada són els renuntiae, informes elaborats periòdicament pel praefectus del regiment, que informaven sobre la força i organització de cada regiment, i els pridiana o fulls de servei escrites diàriament, que estipulaven els deures del dia anterior i es col·locaven probablement en els taulers de la fortalesa, de manera que quedaven a la vista de tothom. Aquests últims reflecteixen les activitats militars i no militars que realitzaven els regiments d'auxiliars dins i fora de la base.

### Deures militars
Les tasques militars rutinàries dels auxiliars incloïen el patrullatge, la realització de guàrdies i l'entrenament en el maneig de les armes. Aquestes tasques no es limitaven al regiment estacionat en la base o fortalesa i els seus voltants, ja que les làpides de Vindolanda mostren que diversos destacaments d'una mateixa unitat podien estar estacionats en diferents llocs al mateix temps i, de fet, un renuntiarevela que un destacament compost per la meitat dels homes que integraven la Cohors I Tungrorum estava estacionat en un altre fort. Un altre renuntia indica que una Turma de cavalleria pertanyent a la Cohors I hispanorum veterana equitativitat, regiment estacionat en Mèsia Inferior (105), va estar en una missió d'exploració (exploratum) al Danubi.
L'entrenament de combat i l'exercici constituïen la part principal dels deures militars rutinaris dels auxiliars. Una làpida conté el que possiblement es tracta d'un mordaç comentari formulat per un oficial sobre els entrenaments dels joves militars provincians que integraven els cossos de Cohors equitativitat: 
| «                      | A cavall molts d'aquests patètics britans (Brittunculi) no poden ni treure l'espasa ni llançar una javelina sense perdre l'equilibri. | » |
| — Làpida de Vindolanda | |   |

Les desfilades eren altra important tasca dels regiments. Igual que els exèrcits de l'actualitat, cada dia començava amb una petita marxa militar (probablement anomenat numeratio). De vegades aquests desfilades incloïen ritus religiosos, tot i que normalment eren purament militars, com el rosaliae signorum, que es produïa quan es lliuraven les condecoracions militars, i el demissio, que se celebrava quan els veterans eren donats d'alta de l'exèrcit i se'ls concedia la ciutadania romana després de completar el seu període de servei. A més, quan els regiments eren inspeccionats per un alt funcionari, com el legatus legionis, el legatus Augusti o fins i tot el mateix emperador, els soldats exposaven les seves habilitats en combat mitjançant exercicis militars preparats per a l'ocasió.

### Altres activitats
Les tasques no militars incloïen les tasques rutinàries associats al fet de viure en comunitat en el fort (neteja, rentada de roba i equip, alimentació dels cavalls), així com el treball a la fabrica (taller on s'elaboraven i reparaven armes i armadures). L'adquisició de subministraments per al regiment constituïa també una activitat essencial. Les matèries primeres eren adquirides en els mercats locals sempre que això era possible, important d'altres llocs tota la resta. Els homes de la I hispanorum veterana, per exemple, es van veure obligats a viatjar a la Gàl·lia des Mèsia Inferior a fi d'adquirir roba i gra. Per als productes manufacturats, els regiments produïen ells mateixos part del que necessitaven. Les làpides de Vindolanda testifiquen l'adquisició de cereals, cervesa, menjar per animals, productes manufacturats, com roba i claus, i matèries primeres, com pedra, ferro, plom, fusta i pells d'animals. A determinats soldats amb capacitats especials se'ls concedia l'estatus d'immune, la qual cosa significava que estaven exempts de realitzar les tasques normals comuns en els soldats rasos perquè poguessin treballar en la seva especialitat. Entre aquests hi havia elsscuttari, ferrers i artesans que treballaven a la fabrica, els carpentarii (conductors dels vagons, o fusters), els seplasiarii, soldats dotats de coneixements mèdics que treballaven al hospitium (hospital del fort), el balniator (assistents dels banys) i el cervesarius (fabricant de cervesa)., però, no està provat que tots aquests llocs estiguessin ocupats per milites immune, sinó també per civils contractats per l'exèrcit.

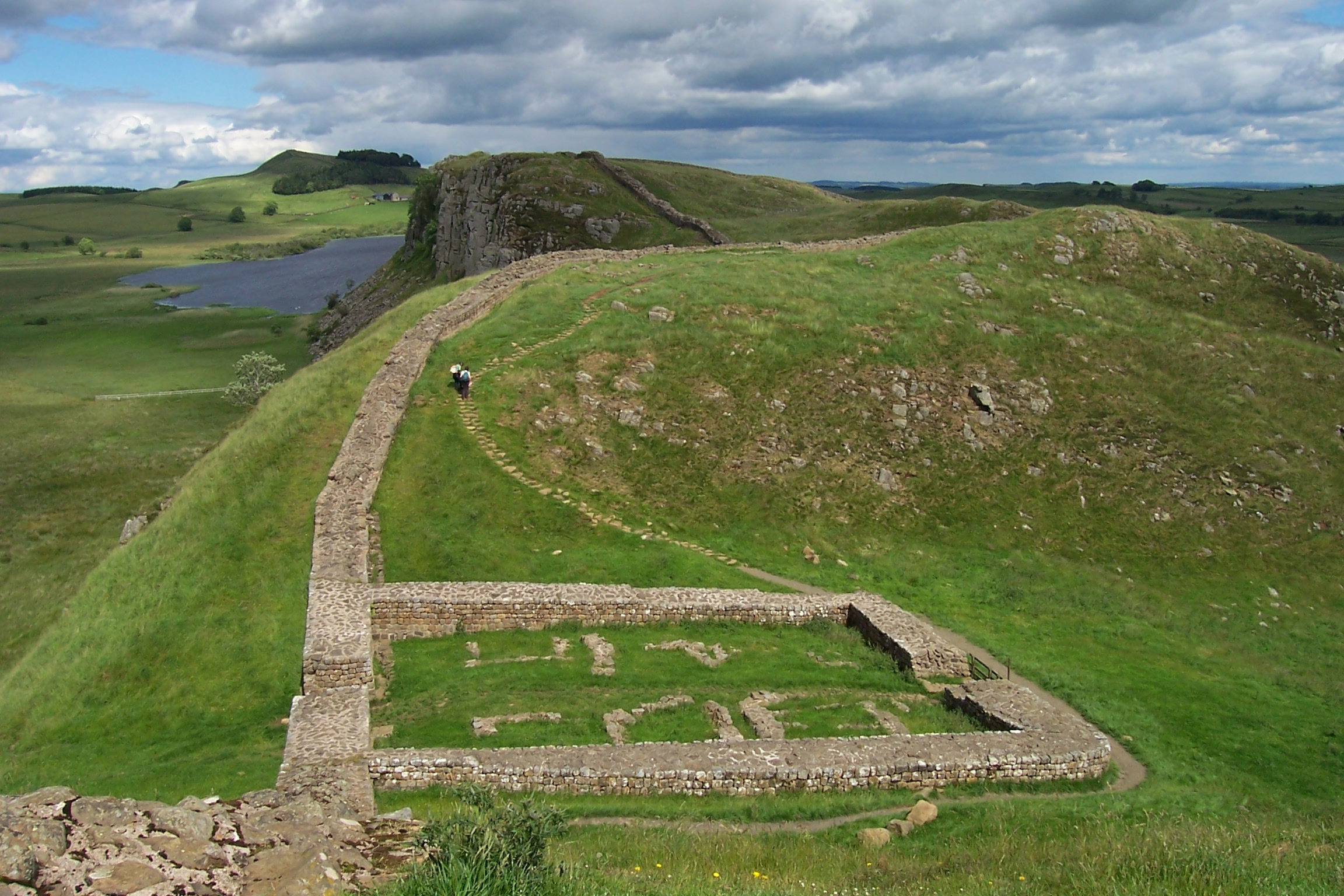
Vista de les restes de la Muralla d'Hadrià (Milecastle), construïda entre 122 - 32. Tot i que es van emprar fins a tres legions com a mà d'obra per al projecte, no existeixen proves que evidenciïn la participació de regiments auxiliars en la construcció de la Muralla. No obstant això, atès que en l'època en què es va construir els auxiliars estacionats a Britànnia superaven als legionaris en una proporció de dos a un, s'estima que van haver estar molt involucrats, possiblement en l'excavació de la rasa paral·lela. Al, 35.000 soldats auxiliars es trobaven desplegats als voltants de la Muralla d'Hadrià, el que suposa aproximadament el 15% de la totalitat de cossos auxiliars.

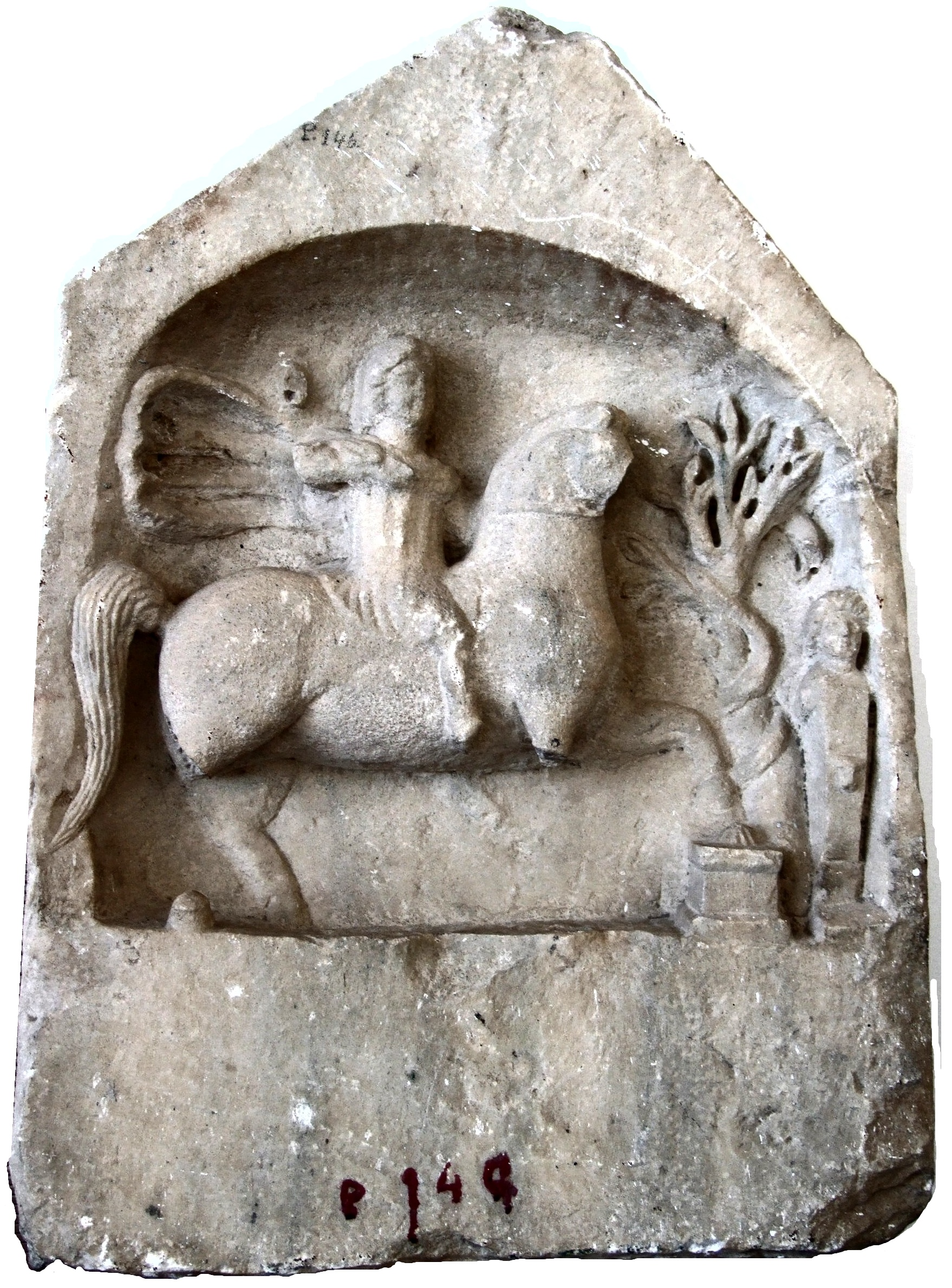
Baix relleu de l'Heroi Traci. Com es pot observar, el relleu està incomplet, ja que falten la llança i la víctima abatuda. Museu de Istria, Romania

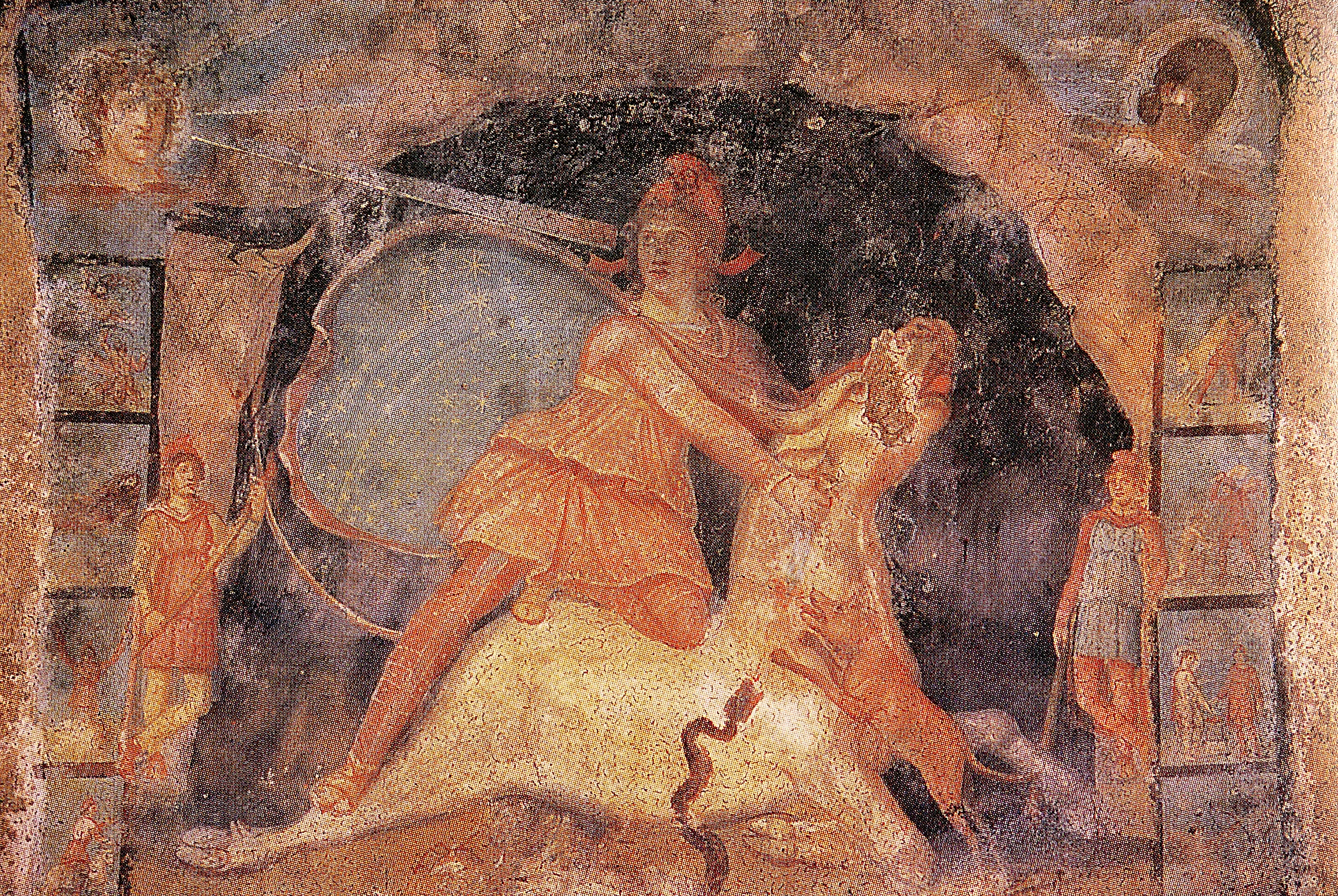
Fresc mostrant com Mitres mata un toro. Constitueix una de les figures centrals del mitraisme. Noteu el barret frigi que porta Mitra, la serp i la cova on es porta a terme el sacrifici. Els temples d'aquesta religió van tractar de reproduir l'entorn de les coves. Trobat a Dura Europos, ciutat a la vora de l'Eufrates, Síria.

### Construcció
L'activitat no militar més important que realitzaven els soldats romans era la construcció. Els disciplinats soldats imperials eren empleats per a aquesta tasca al resultar molt econòmics a l'Estat, que els seguia pagant el salari normal, de manera que en temps de guerra, era normal que l'emperador fes servir a l'exèrcit i no a contractistes privats en la construcció de defenses frontereres. Generalment se'ls destinava a la construcció de fortaleses i fortificacions, per exemple, el Mur d'Hadrià va ser construït per l'exèrcit. No obstant això, també van construir una gran part de les infraestructures de les províncies:vies romanes, ponts, molls, canals, aqüeductes, les Coloniae (noves ciutats per legionaris veterans), edificis públics, com les basíliques, amfiteatres.
L'exèrcit romà va dur a terme projectes a gran escala destinats a augmentar el terreny disponible per a l'agricultura, com ara la tala de boscos, drenatge de pantans o l'excavació de canals d'irrigació. La majoria de les troballes trobats tracten de les construccions dirigides pels romans. No obstant això, leslàpides de Vindolandatracten de projectes dirigits per auxiliars. En una d'elles es narra com una dotzena de soldats treballen en la construcció d'uns banys (balneum) a Vindolanda. Una altra es refereix a la construcció d'un pont en un altre lloc. Els soldats romans van treballar també en moltes mines i pedreres, on s'obtenien les matèries primeres necessàries per a la fabricació d'armes i armadures. A més, sobre ells requeia la tasca de supervisar els esclaus que treballaven com miners. Un renuntia de la I hispanorum veterana registra el desplaçament d'un destacament als propers territoris de Dardània per treballar a les mines de la regió.

### Seguretat
Entre les tasques que els auxiliars exercien fora dels campaments o fortaleses, hi havia la de garantir la seguretat a la província, realitzant activitats de caràcter policial i fins i tot de caràcter administratiu. Els governadors provincials no comptaven amb patrulles policials regulars, i el personal administratiu al seu càrrec era molt reduït. Per això, utilitzaven a l'exèrcit per a moltes d'aquestes funcions: l'escorta del governador o d'altres funcionaris d'alt nivell, el patrullatge de les carreteres, l'assistència i escorta dels recaptadors d'impostos, el transport de despatxos oficials i l'arrest de proscrits. Un renuntia registra que un destacament de 46 homes va ser separat de laI Tungrorumper tal de servir com a escorta (singulares) pel governador de la província.
Les carreteres romans eren habitualment patrullades en tota la longitud per destacaments compostos per soldats. Aquests controlaven petits complexos, com les Mutation (llocs on els cavalls podien ser intercanviats) i les Mansiocions (extensos llocs on estaven presents albergs, estables, tavernes i banys). Aquests complexos podrien ser els 6 llocs no identificats en els quals, segons un renuntia pertanyent a la Cohors I Tungrorum, estaven desplegats petits destacaments d'uns 10 homes al comandament d'un centurió. Un altre renuntia, aquest pertany a la I hispanorum veterana, registra que un eques d'aquesta mateixa cohort va ser assassinat per uns lladres mentre patrullava la carretera. Aquest fet demostra que els governadors manaven als soldats a patrullar les vies. Els soldats es destinaven així mateix per assistir als agents del procurator (el màxim oficial econòmic existent a la província), quan aquests havien de recollir el portorium, el tribut imperial impost als transports de mercaderies que travessaven la via pública. Aquest es pagava a cada un dels peatges de la carretera. L'administració es valia dels dispositius, soldats pertanyents als regiments equites cohortales estacionats en les Mutation, per transmetre ràpidament missatges entre els forts propers. Aquests dispositius, cavalcant a tot galop amb cavalls frescos, podien mantenir una velocitat mitjana de 30 km / h.

### Vida social
El fet que tots els documents trobats en Vindolanda fossin escrits per oficials, dona suport a la creença que molts dels homes pertanyents als rangs inferiors de la jerarquia militar romana eren analfabets. La llengua emprada és sempre el llatí. Fins i tot els soldats gals, britans i alemanys, les llengües natives eren d'origen celta o germànic, escrivien als seus familiars en llatí. Aquest fet no vol dir que haguessin perdut la capacitat de parlar en la seva llengua d'origen, sinó que, simplement, aquestes llengües no van arribar a desenvolupar una forma escrita. Els registres de Vindolanda indiquen que els homes es dirigien als oficials superiors com domini ("senyor") i entre ells com frater ("germà") o college ("camarada"). Les cartes trobades en el fort mostren que els soldats auxiliars no només mantenien amistats dins del seu propi regiment, sinó també en altres regiments o fins i tot en les legions. La caça era l'activitat d'oci preferida pels auxiliars, o almenys pels oficials dels regiments.

### Religió
Gràcies a la condició de politeista, la religió romana acceptava i absorbia moltes deïtats procedents d'altres pobles, la majoria de les religions eren igualment politeistes. Tanmateix, els romans establien certs límits, prohibint totes aquelles creences o pràctiques que fossin incompatibles amb els principis bàsics de la religió romana, com, per exemple, la prohibició de sacrificis humans, en part pel fet que el druïdisme va ser prohibit durant el regnat de l'emperador Tiberi.
El cristianisme va ser també prohibit pel fet que, en ser una religió monoteista, els seus seguidors es negaven a retre culte a les imagines d'emperadors presents i passats, i, per tant, a prestar el sacramentum o jurament militar, negativa que els romans considerava un acte de traïció.
En teoria, els soldats estaven autoritzats a retre culte només a aquells déus no romans que havien estat aprovats oficialment pel collegium pontificum, el consell d'alts sacerdots romans que regulaven la religió de l'Estat i que aprovaven si un culte d'origen estranger era acceptable. Si era així, mitjançant el procés de interpretatio Romana, un déu no romà era unit oficialment a un déu romà amb el qual compartia unes característiques bàsiques. Per exemple, Mart Tutatis era resultat de l'adhesió del déu gal de la guerra al déu romà.
Oficialment, totes les al·lusions al déu no romà s'havien de fer utilitzant aquest nom conjunt, o bé a través del nom romà sol. No obstant això, els comandaments de l'exèrcit no s'esforçaven en la pràctica en fer complir aquestes normes fora dels campaments. Així, quan els soldats estaven fora de servei se'ls permetia retre culte a qualsevol déu, sempre que aquest no estigués prohibit expressament per l'Estat.
Moltes de les dedicatòries als déus que hi ha estan dedicades a entitats no romanes, sense expressió del nom romà, i en especial les que procedien dels rangs més baixos de l'exèrcit.
No obstant això, els soldats auxiliars havien de participar en una sèrie de ritus romans religiosos oficials. Aquests incloïen desfilades religioses en honor dels déus romans més importants, especialment a Júpiter, déu suprem del panteó romà. Molts altars i làpides de militars comptaven amb la inscripció IOM (Iovi Òptim Màxim), i altres eren dedicades a Mart, el déu de la guerra, i a Minerva, deessa també associada a la guerra. Aquest tipus de desfilades eren acompanyades per sacrificis d'animals i festes. A més, els soldats havien de retre culte a l'emperador, se celebraven desfilades el dia de l'aniversari del monarca, on es passejava el seu imagina i les d'altres emperadors que havien estat deïficats.
Els soldats auxiliars veneraven a un gran nombre de deïtats, les quals podien dividir en tres categories:
- Déus romans.
- Déus de les seves terres d'origen, com l'Heroi Traci, la inscripció figurava gairebé sempre en les làpides dels veterans tracis; era representat com un genet carregant contra un home.
- Déus locals de les províncies en què servien, com el culte a la Gran Bretanya a Coventina, una nimfa britànica associada als déus. S'han trobat diverses dedicatòries a la deessa britànica a la fortalesa auxiliar de Carrawburgh, situada als voltants del Mur d'Hadrià.

A partir del segle ii, els cultes mistèrics es van estendre ràpidament per l'imperi. Entre els militars es va fer popular al mitraisme, que venerava al déu iranià Mitra, encara que el culte que se seguia en l'Imperi va poder haver estat molt diferent de l'original. Aquesta religió, basada en ritus i cerimònies d'iniciació secretes, estava present a l'exèrcit romà, segons testifica la troballa d'un temple mitraic a Carrawburgh, però probablement el nombre de creients era escàs a causa del reduït espai de què es disposava per dur a terme les cerimònies religioses. La posició social no era un requeriment imprescindible per accedir a la religió, tal com registren les inscripcions trobades a Nida (Heddernheimer).
El cristianisme va trobar molts menys adeptes entre els militars fins que va esdevenir la religió oficial romana al segle iv. Probablement el seu escàs èxit entre els soldats es va deure al fet que era una religió basada en una ideologia pacifista, i també per tractar-se d'una secta proscrita objecte de persecucions periòdiques. No obstant això, pot ser que comptés amb seguidors clandestins a l'exèrcit, especialment a l'Orient, on es va estendre entre els segles ii i iii. El descobriment a la fortalesa situada a la ciutat de Dura Europos (Síria) d'una església que contenia pintures cristianes indica que entre els soldats d'aquell regiment existien elements cristians.

## Desplegament d'Auxiliaealsegleii
| Província                    | Regió equivalent actual               | Alae (no.milliariae) | Cohorts (núm. mill.) | Total de regiments | Força de cavalleria | Força de infanteria | Total de auxiliars | Núm. legions | Legionaris (infanteria) | Nombre d'homes |
| ---------------------------- | ------------------------------------- | -------------------- | -------------------- | ------------------ | ------------------- | ------------------- | ------------------ | ------------ | ----------------------- | -------------- |
| Britànnia                    | Anglaterra/Gal·les                    | 11 (1)               | 45 (6)               | 56                 | 10.688              | 25.520              | 36.208             | 3            | 16.500                  | 52.708         |
| Frontera del Rin             |                                       |                      |                      |                    |                     |                     |                    |              |                         |                |
| Germania Inferior            | Sud d'Holanda/Vall del Rin            | 6                    | 17                   | 23                 | 4.512               | 8.160               | 12.672             | 2            | 11.000                  | 23.672         |
| Germania Superior            | Palatinat/Alsàcia                     | 3                    | 22 (1)               | 25                 | 3.336               | 10.880              | 14.216             | 2            | 11.000                  | 25.216         |
| Frontera del Danubi          |                                       |                      |                      |                    |                     |                     |                    |              |                         |                |
| Rètia/Nòric                  | Sud d'Alemanya/Suïssa/Àustria         | 7 (1)                | 20 (5)               | 27                 | 5.280               | 11.220              | 16.500             | 1            | 5.500                   | 22.000         |
| Pannònia Inferior i Superior | Oest d'Hongria/Eslovènia              | 11 (2)               | 21 (4)               | 32                 | 8.304               | 11.360              | 19.664             | 3            | 16.500                  | 36.164         |
| Mèsia Superior               | Sèrbia                                | 2                    | 10                   | 12                 | 1.864               | 4.800               | 6.664              | 2            | 11.000                  | 17.664         |
| Mèsia Inferior               | Nord de 'Bulgària/Romania             | 5                    | 12                   | 17                 | 3.520               | 5.760               | 9.280              | 1            | 5.500                   | 14.780         |
| Dàcia inferior i superior    | Romania                               | 11 (1)               | 32 (8)               | 43                 | 7.328               | 17.920              | 25.248             | 2            | 11.000                  | 36.248         |
| Frontera est                 |                                       |                      |                      |                    |                     |                     |                    |              |                         |                |
| Capadòcia                    | Centre/Est Turquia                    | 4                    | 15 (2)               | 19                 | 3.368               | 7.840               | 11.208             | 3            | 16.500                  | 27.708         |
| Síria (Judea/Aràbia)         | Síria/Líban/Palestina/Jordània/Israel | 12 (1)               | 43 (3)               | 55                 | 10.240              | 21.600              | 31.840             | 5            | 27.500                  | 59.340         |
| Nord d'Àfrica                |                                       |                      |                      |                    |                     |                     |                    |              |                         |                |
| Egipte                       | Egipte                                | 4                    | 11                   | 15                 | 3.008               | 5.280               | 8.288              | 2            | 11.000                  | 19.288         |
| Mauritània (Àfrica)          | Tunísia/Algèria/Marroc                | 10 (1)               | 30 (1)               | 40                 | 7.796               | 14.720              | 22.516             | 1            | 5.500                   | 28.016         |
| Províncies interiors         |                                       | 2                    | 15                   | 17                 | 2.224               | 7.200               | 9.424              | 1            | 5.500                   | 14.924         |
| Total de l'Imperi            |                                       | 88 (7)               | 293 (30)             | 381                | 71.468              | 152.260             | 223.728            | 28           | 154.000                 | 377.728        |

Notes entre parèntesis relatives a la taula anterior:

Mapa de l'Imperi Romà durant el regnat de Hadrià.

1. Per tal de calcular el nombre de genets existents entre les files romanes, s'ha acceptat de manera general que el 70% de les cohorts eren equitatae, és a dir, que tenien un contingent de cavalleria, encara que no està del tot clar que aquesta xifra sigui la real. Les xifres presents en CAHXI mostren que el 50% de les cohorts han estat identificades positivament com equitatae.[167] No obstant això, s'ha demostrat que havia cohorts que no portaven el títol de equitata, però que sí que comptaven amb un regiment de cavalleria, gràcies a la troballa de la làpida d'un genet adjunt a una cohort ordinària. Holder estima que en temps d'Hadrià (117-138), fins al 70% de les cohorts eren equitata, i fins i tot pensa que pot ser una subestimació.[168] Els regiments de cavalleria dotaven d'una major flexibilitat a la classe d'operacions que podien exercir les cohorts, fins al punt que una cohors equitata podia considerar-se en la pràctica com un petit exèrcit independent.[169]
2. Les taules mostren la importància dels regiments auxiliars al segle ii, quan aquests superaven en nombre les legions en una proporció d'1,5 a 1.
3. Les taules indiquen que les legions no comptaven amb un complement estàndard de soldats auxiliars i que no hi havia cap relació entre els auxiliae i les legions d'una província.[170] La proporció variava de 6 regiments per legió a Capadòcia a 40 per legió a Mauritània.
4. La cavalleria representava prop del 20% dels auxiliae (incloent-hi els petits contingents de genets legionaris). No obstant això, hi havia petites variacions, a Mauritània la proporció de cavalleria era del 28%.
5. Les xifres mostren els desplegaments massius d'auxiliars a Britànnia i Dàcia. Juntes, aquestes dues províncies englobaven al 27% del total de regiments auxiliars.